# The Beatles
The Beatles – brytyjski rockowy zespół muzyczny z Liverpoolu, działający w latach 1960–1970. Przez większość tego okresu (w latach 1962–1969) w jego skład wchodzili John Lennon, Paul McCartney, George Harrison i Ringo Starr.
Beatlesi wywodzą się z zespołu The Quarrymen, w którym występowali Lennon, McCartney i Harrison. Do 1962 występowali głównie w Liverpoolu i Hamburgu, gdzie odbyli kilka serii koncertów i poznali swojego późniejszego menedżera, Briana Epsteina. W 1962 rozpoczęli współpracę z producentem George’em Martinem, z którym pracowali do końca działalności. W tym samym roku wydali debiutancki singiel „Love Me Do”, a w 1963 – pierwszy album pt. Please Please Me, który okazał się bestsellerem na terenie Wielkiej Brytanii. Na ten sam rok datuje się początki beatlemanii, czyli ogromnej popularności Beatlesów, charakteryzującej się histerycznymi reakcjami fanów. W 1964 zespół po raz pierwszy wystąpił w Stanach Zjednoczonych, a zrealizowany tam odcinek programu The Ed Sullivan Show z ich udziałem zgromadził największą telewizyjną publiczność w historii kraju. Beatlesi stali się tym samym prekursorami brytyjskiej inwazji, polegającej na rosnącej popularności brytyjskich muzyków w Stanach i na całym świecie.
W pierwszej połowie lat 60. zespół wydawał bestsellerowe albumy i występował na świecie. W 1965 muzycy ustanowili rekord liczby publiczności podczas jednego koncertu w dotychczasowej historii. W tym samym roku zaczęli odchodzić od dotychczasowej, rock and rollowej stylistyki. Wprowadzali do swojej muzyki eksperymenty, sięgali po gatunki muzyczne od popu, przez rock psychodeliczny i hard rock po muzykę indyjską, poza tym korzystali z rzadkich instrumentów. Na ich rozwój artystyczny wpłynęła w dużym stopniu decyzja o rezygnacji z koncertowania, podjęta w 1966. W drugiej połowie lat 60. wydali doceniane przez krytyków i wciąż notujące świetne wyniki sprzedaży albumy, takie jak Revolver, Sgt. Pepper’s Lonely Hearts Club Band, Magical Mystery Tour, The Beatles i Abbey Road.
Z czasem nasilały się konflikty między członkami zespołu oraz rozbieżne koncepcje artystyczne, co wpłynęło na opuszczenie przez Lennona grupy w 1969 i, ostatecznie, jej rozpad w 1970. Każdy z czterech członków rozpoczął karierę solową. Lennon i Harrison nagrywali do swoich śmierci, kolejno w 1980 i 2001, zaś McCartney i Starr wciąż pozostają aktywni zawodowo.
Beatlesi są uważani za jednych z muzyków, którzy stali się najszerzej znani w historii. Światowa sprzedaż ich nagrań jest szacowana na 600 mln do 1 mld egzemplarzy, co jest najwyższym wynikiem spośród wszystkich wykonawców w dziejach przemysłu fonograficznego. Dokonali rewolucji w postrzeganiu muzyki popularnej, która przekształciła się w latach 60. w dziedzinę sztuki, m.in. poprzez spopularyzowany przez nich sposób nagrywania albumów koncepcyjnych. Grupa wykazała się nowatorstwem w łączeniu gatunków muzycznych i technikach nagrywania, ponadto miała wpływ na powstanie teledysku i przenoszenie koncertów na wielkie obiekty, takie jak stadiony. Beatlesi stali się ikoną kultury brytyjskiej i kontrkultury lat 60., inspirując różne grupy społeczne. W okresie działalności i w kolejnych dziesięcioleciach zespół pobił szereg rekordów oraz zdobył liczne nagrody, m.in. dziewięć Grammy i Oscara. W 1965 członkowie grupy otrzymali Order Imperium Brytyjskiego, a w 1988 zostali wprowadzeni do Rock and Roll Hall of Fame.

## Działalność

### 1957–1962: Powstanie zespołu, Hamburg i popularność w Wielkiej Brytanii
W listopadzie 1956 szesnastoletni John Lennon założył z Pete’em Shottonem, Erikiem Griffithsem i Rodem Davisem – przyjaciółmi ze szkoły Quarry Bank High School w Liverpoolu – zespół skifflowy. Początkowo grupa nazywała się Blackjacks, ale dowiedziawszy się, że w okolicy funkcjonuje już inny taki zespół, zmienili nazwę na The Quarrymen. 15 czerwca 1957 w ogrodzie kościoła pw. Świętego Piotra w Woolton muzycy zagrali koncert na Wollton Fête, uroczystości podsumowującej rok szkolny. Tam Lennon poznał gitarzystę rytmicznego Paula McCartneya, którego na koncert przyprowadził Ivan Vaughan. Ponownie spotkali się 6 lipca 1957 podczas kolejnej odsłony Wollton Fête, na której The Quarrymen zagrali covery piosenek: „Rock Island Line”, „John Henry”, „Maggie”, „Freight Train” i „Worried Man Blues”. Dzień później Lennon zaprosił McCartneya na próby ze swoim zespołem. W październiku McCartney po raz pierwszy zagrał z The Quarrymen na zabawie tanecznej Klubu Konserwatywnego w New Clubmoor Hall w Liverpoolu. Zaczął też z Lennonem pisać piosenki – przez pierwsze dwa lata współpracy stworzyli prawie 100 utworów, w tym „Love Me Do” i „One After 909”, które wydali w późniejszych latach już jako The Beatles.
W lutym 1958 McCartney zaprosił do zespołu swojego 14-letniego przyjaciela ze szkoły, George’a Harrisona. Lennon, choć był pod wrażeniem jego gry na gitarze, uznał go za zbyt młodego. Harrison dołączył do grupy jako gitarzysta prowadzący dopiero wskutek dobrego wrażenia, jakie wywarł na Lennonie, grając utwór „Raunchy” Billa Justisa. Również w 1958 muzycy nagrali demo z piosenkami „That’ll Be the Day” i „In Spite of All the Danger”. Do stycznia 1959 przyjaciele Lennona z Quarry Bank opuścili The Quarrymen ze względu na rozpoczęcie nauki w Liverpool College of Art. Trzej gitarzyści, którzy pozostali w grupie – Lennon, McCartney i Harrison – grali rock and rolla i występowali m.in. na weselach i przyjęciach w klubach, m.in. w młodzieżowym klubie „Iron Door” w Liverpoolu. Co najmniej trzykrotnie wystąpili pod nazwą Johnny and the Moondogs, grali też jako The Rainbows i The Nurk Twins. W styczniu 1960 Stuart Sutcliffe, przyjaciel Lennona ze szkoły artystycznej, kupił (za pieniądze zarobione dzięki sprzedaży obrazu własnego autorstwa) gitarę basową, po czym dołączył do zespołu i zaproponował zmianę jego nazwy na Beatals, w nawiązaniu do Buddy’ego Holly’ego i The Crickets .

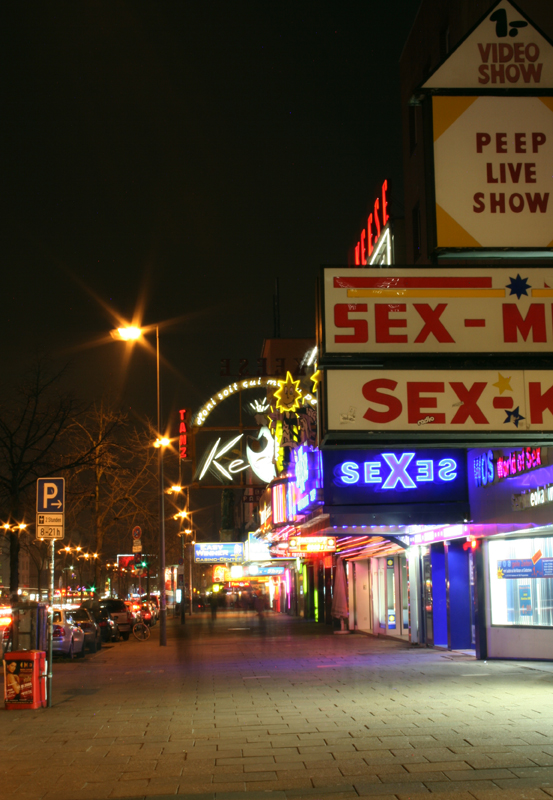
Zdjęcie ulicy Reeperbahn w dzielnicy Hamburga St. Pauli, gdzie Beatlesi występowali w latach 1960–1962 (zdjęcie wykonane w 2006)

W kwietniu 1960 zostali odkryci przez impresario Allana Williamsa, właściciela klubu „Blue Angel” i kawiarni „Jacaranda”, w których wkrótce zaczęli występować. Wzięli udział w organizowanych przez Williamsa przesłuchaniach na support Billa Fury, jednak ich nie przeszli. W tym czasie dołączył do nich perkusista Thomas Moore. Williams – który został menedżerem grupy – zaproponował muzykom ośmiodniową trasę koncertową po Szkocji jako support Johnny’ego Gentle’a (Sutcliffe wystąpił na koncertach pod pseudoniem Stuart de Stael, a McCartney jako Paul Ramon). Moore po powrocie do Liverpoolu odszedł z zespołu, a reszta grupy zaczęła występować w klubie ze striptizem Cabaret Artistes Club. Grali też w klubie „Litherland Town Hall”. Za sprawą Williamsa podpisali kontrakt na osiem tygodni występów w klubach portowych w Reeperbahn, ubogiej dzielnicy Hamburga. Lennon przed wyjazdem do Niemiec skrócił nazwę grupy na The Beatles, do czego zachęcił go Brian Kelly, nowy impresario zespołu. Wtedy też nowym perkusistą grupy został Pete Best, syn właścicielki kawiarni „The Casbah”, w którym muzycy regularnie grali. Muzycy wyjechali do Niemiec 17 sierpnia 1960 i już tego samego dnia zagrali – po raz pierwszy jako The Beatles – w lokalu „Indra” należącym do Bruno Koschmidera i prezentowali tam covery piosenek m.in. Chucka Berry’ego, Eddiego Cochrana, Carla Perkinsa, The Shadows, Little Richarda i Larry’ego Williamsa. Gdy klub „Indra” został zamknięty ze względu na skargi o hałas, Koschmider przeniósł ich do lokalu „Kaiserkeller”. W Hamburgu poznali Ringo Starra, który grał w zespole Rory Storm and the Hurricanes i jakiś czas później dołączył do składu The Beatles jako perkusista. W tym czasie skład zespołu uzupełnił wokalista Lu Walters, z którym muzycy – w tajemnicy przed Bestem – nagrali w studiu Akoustik covery kilku piosenek: „Fever”, „Summertime” i „September Song”, wydane później w czterech egzemplarzach na płycie The Silver Beatles mit Wally, która jednak nigdy nie została upubliczniona. Koschmider, dowiedziawszy się pod koniec października (tj. po czterech tygodniach pobytu), że zespół zaczął występować w konkurencyjnym „Top Ten Club” Petera Eckhorna, złożył muzykom miesięczne wypowiedzenie umowy i zerwał negocjacje związane z występem grupy w Berlinie Zachodnim. Poza tym doniósł na Harrisona, który w celu zdobycia zgody na pobyt w Hamburgu skłamał władzom niemieckim, że jest pełnoletni (jako nieletni nie mógł występować w nocnych klubach), wskutek czego muzyk został natychmiast deportowany do Anglii. Pozostali członkowie zespołu kontynuowali występy, bo zobowiązywała ich do tego umowa. Koschmider następnie zgłosił McCartneya i Besta, którzy podpalili prezerwatywę w kinie „Bbi” (w którym nocowali), za co zostali aresztowani i deportowani następnego dnia. Best i McCartney w wyniku awantury zostali deportowani, Lennon wrócił za nimi do Wielkiej Brytanii, a Sutcliffe pozostał w Hamburgu do lutego ze względu na związek z poznaną tam Astrid Kirchherr, fotografką i autorką pierwszych profesjonalnych zdjęć Beatlesów.
Po powrocie do Liverpoolu Lennon, McCartney, Harrison, Sutcliffe i Best nie widzieli się przez kilka tygodni. W końcu znów zaczęli występować w barze „Jacaranda” i „Litherland Town Hall”, grali też w klubach „Grasvenor” i „Tower”. Ich nową menedżerką została Mona Best, matka Petera Besta. W styczniu 1961 po raz pierwszy wystąpili w klubie młodzieżowym „The Cavern Club”, w którym występowali regularnie do sierpnia 1963. W tym okresie odbyli cztery trasy koncertowe po Hamburgu, gdzie występowali w klubach „Top-Ten” i „Star Club”. By mieć energię na całonocne występy, ale również dla rozrywki, zażywali fenmetrazynę. Podczas pobytu w Niemczech Kirchherr podcięła włosy Sutcliffe’a w stylu subkultury exi, a fryzurę wkrótce zaadaptowali także pozostali Beatlesi, za sprawą fotografki przybrali własny styl ubierania się – zaczęli nosić czarne skórzane marynarki (bez kołnierzy) i spodnie oraz długie płaszcze. Sutcliffe na początku roku porzucił karierę muzyczną, by w Niemczech kontynuować studia artystyczne, a McCartney przejął rolę basisty. W tym samym czasie skontaktował się z nimi producent Bart Kaempfert, który zaproponował im występ jako zespół towarzyszący Tony’ego Sheridana . Nagrali z nim rockowe wersje standardów „My Bonnie Lives Over the Ocean”, „When the Saints Go Marchin’ In” i autorską piosenkę Sheridana „Why Can’t You Love Me Again”, a także – już bez Sheridana – cover utworu Eddie Cantona „Ain’t She Sweet?” i piosenkę „Cry for a Shadow”, którą napisali Lennon i Harrison. Podczas nagrań podpisali roczny kontrakt z wytwórnią Polydor Records, która na singlach zmieniła ich nazwę na „The Beat Brothers”. Singiel „My Bonnie Lives Over the Ocean”, który nagrali z Sheridanem, dotarł do 32. miejsca listy przebojów magazynu „Musikmart”. We wrześniu 1961 Polydor wydał jeszcze jeden album ze wspólnymi nagraniami Sheridana i Beatlesów. Gdy druga seria koncertów zespołu w Hamburgu dobiegła końca, jego popularność w Liverpoolu rosła, co zbiegło się w czasie z popularnością muzyki beatowej. W drugiej połowie roku muzycy zaczęli współpracować z redakcją dwutygodnika „Mersey Beats”, w którym wydawca i redaktor Bill Harry publikował ich listy z zagranicznych podróży.
9 listopada 1961 podczas jednego z występów w „The Cavern Club” zostali dostrzeżeni przez właściciela sklepu muzycznego i dziennikarza Briana Epsteina, który w przyszłości powiedział: Od razu spodobało mi się to, co usłyszałem. Byli świeży i szczerzy, mieli coś, co ja nazywam prezencją sceniczną, godną prawdziwych gwiazd. W grudniu 1961 Beatlesi zatrudnili go jako swojego menedżera. Epstein zachęcił ich do zmiany stylu – od koncertu w Instytucie Kobiecym Barnstona w Wirral w marcu 1962 zaczęli występować w koszulach z krawatem oraz szarych, tweedowych garniturach. Menedżer rozpoczął też negocjacje z wytwórniami płytowymi w celu zdobycia kontraktu dla zespołu – wynegocjował wcześniejsze zakończenie umowy z Polydorem w zamian za dodatkowy udział muzyków w nagraniach Sheridana. 1 stycznia 1962 Beatlesi odbyli próbne nagranie w studiu Decca Records, starając się o kolejny kontrakt. Wykonali wówczas 15 utworów, w tym standardy „Red Sails in thr Sunset” i „Besame mucho” oraz trzy autorskie piosenki Lennona i McCartneya. Materiał zarejestrowany w londyńskim studiu Twickenham ukazał się dopiero po 20 latach, wcześniej na rynku pojawiały się nielegalne kopie. Przedstawiciele wytwórni Decca odrzucili nagrania Beatlesów, oświadczając Epsteinowi, że zespoły gitarowe nie mają przyszłości. Nagrania nie zainteresowały także innych firm muzycznych, takich jak Philips Records, HMV, Pye Records i Columbia Records. W tym czasie muzycy męczyli się monotonią spowodowaną conocnymi występami w tych samych klubach, a Epstein podpisał w ich imieniu kontrakt na występy w klubie „Thistle Café” w West Kirby i „Star-Club” w Hamburgu. Podczas pobytu w Niemczech Lennon i McCartney napisali kolejne piosenki, m.in. „P.S. I Love You”. W pierwszej połowie 1962 Epstein starał się anulować obligacje kontraktowe zespołu z Kaempfertem i ostatecznie udało mu się wynegocjować zakończenie umowy o miesiąc wcześniej niż planowano, w zamian za ostatnią sesję nagraniową w Hamburgu. W kwietniu Beatlesi wylądowali na hamburskim lotnisku, skąd odebrała ich Kirchherr z wiadomością o śmierci Sutcliffe’a (który zmarł 10 kwietnia 1962 wskutek krwotoku śródmózgowego).

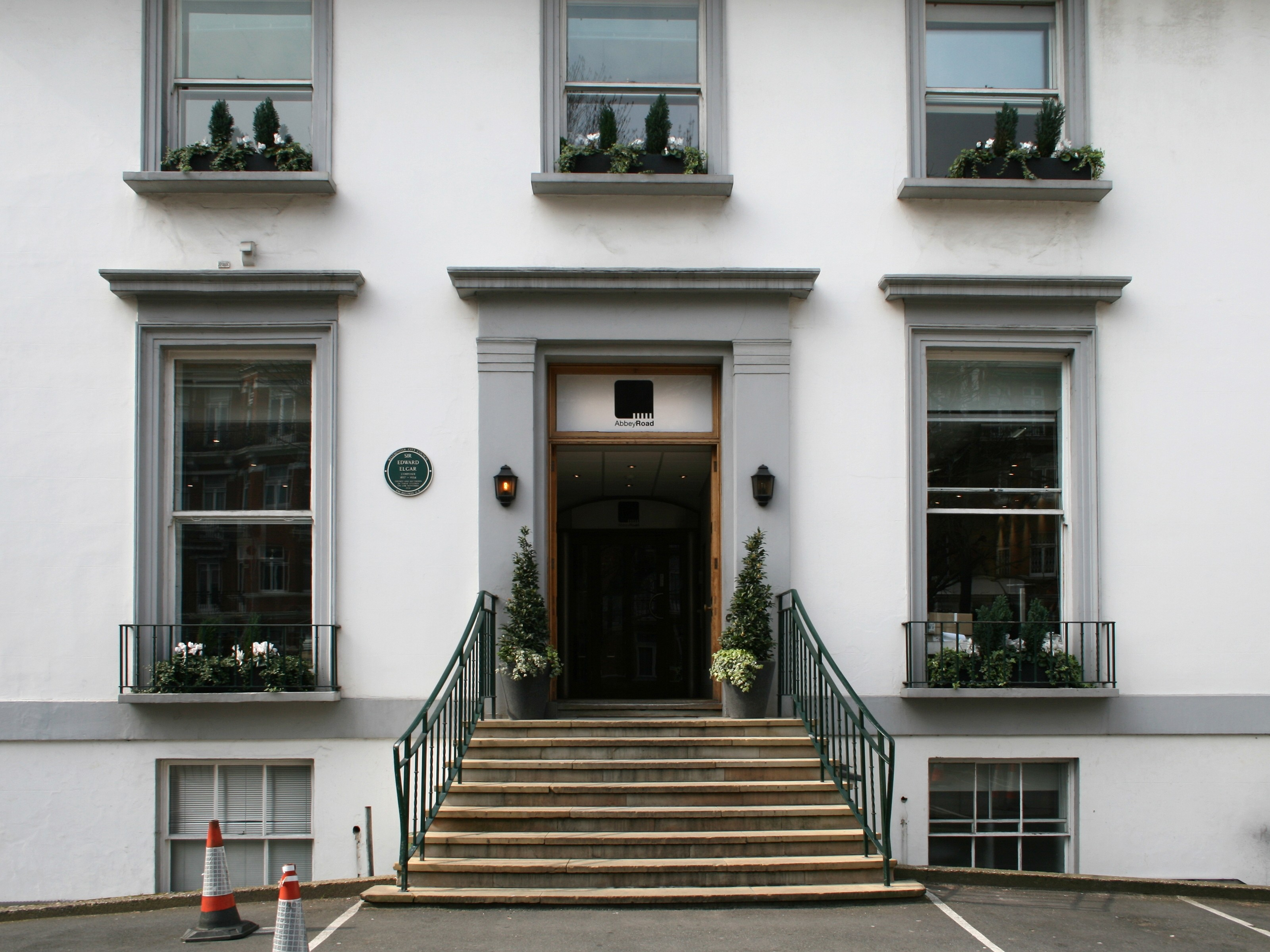
Wejście do Abbey Road Studios (zdjęcie wykonane w 2007)

W maju 1962 zorganizowany został oficjalny fanklub Beatlesów – The Official Beatles Fan Club, dla którego członków zespół raz w roku (w okresie świąt Bożego Narodzenia) nagrywał – utrwalane na płycie winylowej – humorystyczny filmik. W tym czasie Epstein nagrał płytę demo Beatlesów z trzema autorskimi piosenkami Lennona i McCartneya (m.in. „Love of the Loved” i „Like Dreamers Do”), którą zwrócił uwagę firmy „Ardmore and Beechwood” (oddziału koncernu EMI zajmującego się nagrywaniem muzyki i wydawaniem płyt). Ta zleciła menedżerowi kontakt z George’em Martinem, dyrektorem wytwórni Parlophone, który w lipcu 1963 podpisał kontrakt z zespołem. Grupa na pierwszej sesji nagraniowej – w należącym do EMI studiu Abbey Road Studios – zarejestrowała piosenki „P.S. I Love You”, „Love Me Do”, „Ask Me Why” i cover utworu „Besame mucho”, jednak nagrania były niezadowalającej jakości. Martin po rozpoczęciu sesji poskarżył się Epsteinowi na słabą grę Besta, sugerując zatrudnienie sesyjnego perkusisty, w przeciwnym razie zagroził zakończeniem współpracy. Beatlesi, już wcześniej zastanawiający się nad usunięciem Besta z zespołu, 16 sierpnia rozstali się z nim. Nowym perkusistą został Ringo Starr, który niewiele wcześniej opuścił Rory Storm and the Hurricanes.
15 sierpnia 1962 podpisali nowy kontrakt z Parlophone, trzy dni później zagrali po raz pierwszy w odświeżonym składzie w „The Cavern Club”, a 4 września ponownie nagrali „Love Me Do”, „P.S. I Love You” i „Please Please Me”. Martin, wciąż niezadowolony z efektów pracy, zatrudnił na trzecią sesję Beatlesów perkusistę Andy’ego White’a. Na debiutancki singiel wybrał nagranie „Love Me Do” z udziałem Starra, choć na niektórych wydaniach po ponownym tłoczeniu znalazła się wersja z White’em, na której Starr grał na tamburynie. Singiel, wydany 5 października 1962, zajął 17. miejsce na liście magazynu „Record Retailer”, m.in. dzięki wykupieniu i rozprowadzeniu tysięcy egzemplarzy płyty przez Epsteina. W tym samym miesiącu Beatlesi po raz pierwszy wystąpili w telewizji, śpiewając w regionalnym serwisie informacyjnym People and Places na kanale Granada TV. W listopadzie, za namową Martina, ponownie nagrali „Please Please Me”. Martin słusznie przewidział, że nowa wersja, w szybszym tempie, będzie ich pierwszym numerem jeden na listach.
W grudniu 1962 Beatlesi zakończyli piątą i ostatnią serię koncertów w Hamburgu. Do końca roku doszli do porozumienia, że cała czwórka będzie się udzielać na albumach wokalnie, również Starr, mimo ograniczonego zakresu głosu. Lennon i McCartney stworzyli partnerstwo kompozytorsko-autorskie, które zepchnęło na dalszy plan Harrisona. Pragnąc zmaksymalizować potencjalny sukces komercyjny zespołu, Epstein namówił ich do przyjęcia profesjonalnego nastawienia do występów na żywo. Lennon przyznał w wywiadzie: „Jeśli chce się grać w dużych miejscach, trzeba zmienić nawyki – nie wolno jeść na scenie, przeklinać, palić. Wcześniej ubieraliśmy się tak, jak nam się podobało, i na scenie, i poza nią. [Epstein] uświadomił nas, że dżinsy nie są zbytnio mądrym wyborem i powinniśmy zakładać odpowiednie spodnie. Niemniej nie uczynił nas kwadratowymi, pozwolił nam w pewnym stopniu na indywidualizm”. 22 grudnia 1962 nagrali swój ponad godzinny koncert w „Star-Clubie”, jednak materiał został wydany dopiero w kwietniu 1977 jako album koncertowy pt. The Beatles Live! At the Star-Club in Hamburg, Germany, 1962.

### 1963–1965: Beatlemania i brytyjska inwazja

Logo The Beatles, zaprojektowane przez Ivora Arbitera

11 stycznia 1963 wydali singiel „Please Please Me”, który dotarł do pierwszego miejsca na większości brytyjskich list przebojów, z wyjątkiem notowania Record Retailer (poprzednika UK Singles Chart), na którym dotarł do pozycji drugiej. Dokładnie miesiąc później w trakcie 12-godzinnej sesji nagrali 10 utworów, które wraz z czterema powstałymi wcześniej piosenkami umieścili na debiutanckim albumie studyjnym, również zatytułowanym Please Please Me i wydanym w kwietniu 1963. Choć Martin chciał, by wydawnictwo zostało nagrane na żywo w „The Cavern Club”, zrezygnował z pomysłu ze względu na słabą akustykę lokalu, po czym wynajął na jeden dzień Abbey Road Studios. Krytyk muzyczny Stephen Thomas Erlewine z AllMusic napisał, że choć Beatlesi „nagrali debiutancki album w pośpiechu, dekady po premierze wciąż brzmi on świeżo, właśnie z powodu tej intensywności tworzenia” . Lennon przyznał, że nie zwracali z McCartneyem szczególnej uwagi na jakość komponowania: Po prostu pisaliśmy piosenki w stylu The Everly Brothers i Buddy’ego Holly’ego, popowe piosenki bez refleksji. Zależało nam na brzmieniu, słowa były wręcz nieistotne. Album wydali w marcu i dotarli z nim do pierwszego miejsca brytyjskiej listy sprzedaży Record Retailera, pozostawając na szczycie listy nieprzerwanie przez 28 tygodni. W kwietniu wydali trzeci singiel z płyty – „From Me to You”, z którym dotarli na szczyt Record Retailera. Sprzedażą czwartego singla, „She Loves You”, w cztery tygodnie w 750 tys. egzemplarzy, ustanowili rekord tempa sprzedaży w Wielkiej Brytanii; do 1978 był to najchętniej kupowany singiel w historii państwa (jego rekord pobił singiel „Mull of Kintyre” zespołu Wings, w którym grał McCartney). Za sprzedaż singla w milionowym nakładzie Beatlesi odebrali swoją pierwszą złotą płytę. Na swój sukces reagowali lekceważąco i komicznie. Na Please, Please Me umieścili też singiel „Twist and Shout”, który rozszedł się w ponad 250 tys. egzemplarzy.
W pierwszej połowie roku odbyli trzy trasy koncertowe po Wielkiej Brytanii, odbyli także serię występów jako support Helen Shapiro. Ze względu na histeryczne uwielbienie, jakim byli obdarzani przez fanów, prasa stworzyła w tamtych czasach termin beatlemania. W tym okresie mieli koncertować przed występami amerykańskich piosenkarzy Tommy’ego Roe i Chrisa Monteza, jednak ze względu na popularność zastąpili ich w roli głównych gwiazd wieczoru, co było pierwszym takim przypadkiem w historii Wielkiej Brytanii. Taka sama sytuacja zdarzyła się podczas majowo-czerwcowej trasy z Royem Orbisonem. W sprzedaży zaczęły pojawiać się liczne nieoficjalne gadżety z logotypem Beatlesów, m.in. peruki, ubrania, produkty spożywcze i gry planszowe. W czerwcu rozgłośnia BBC wyemitowała 10-odcinkowy serial Pop Go The Beatles.

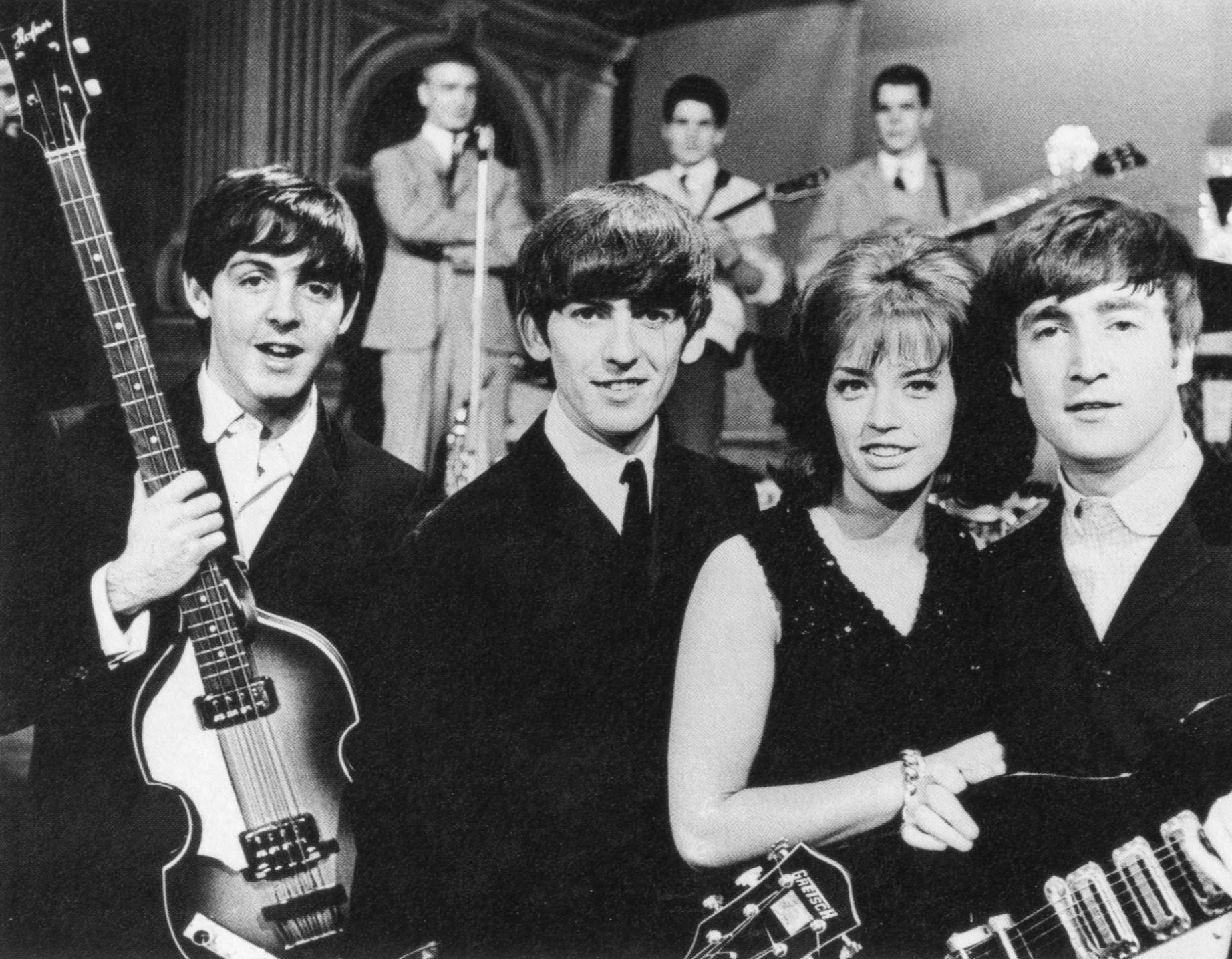
Od lewej: McCartney, Harrison, piosenkarka Lill-Babs i Lennon na planie programu telewizyjnego Drop-In w Szwecji, 30 października 1963

Między lipcem a październikiem zarejestrowali materiał na nowy album, tym razem z wykorzystaniem lepszych technik studyjnych. 13 października wystąpili w programie Sunday Night at the Palladium, a ich koncert oglądało w BBC ok. 15 mln widzów. Od 24 do 29 października odbyli trasę koncertową po Szwecji, tym samym występując za granicą po raz pierwszy od czasu gry w Hamburgu. 31 października wylądowali na lotnisku Heathrow, gdzie mimo deszczu czekało na nich kilka tysięcy fanów i kilkudziesięciu dziennikarzy. Dzień później rozpoczęli kolejną trasę po Wielkiej Brytanii, która miała trwać sześć tygodni, ale została przedłużona do dziewięciu miesięcy. W listopadzie policja użyła węży z wodą pod wysokim ciśnieniem w celu uspokojenia tłumu przed koncertem w Plymouth. Również w listopadzie Beatlesi zagrali koncert na gali Royal Command Variety Performance w Prince of Wales Theater, m.in. przed królową matką; wydarzenie było retransmitowane w telewizji i oglądało je ok. 26 mln widzów. W tym samym miesiącu muzycy wydali album pt. With the Beatles, który znajdował się na notowaniu Record Retailera przez 40 tygodni, w tym 21 na pierwszym miejscu. Jeszcze przed premierą zamówiono w przedsprzedaży 270 tys. egzemplarzy płyty, co stanowiło ówczesny rekord światowy. W tym samym czasie ukazał się singiel „I Want to Hold Your Hand”, który – w celu maksymalizacji sprzedaży – nie został uwzględniony na albumie. With the Beatles jako drugi album w historii Wielkiej Brytanii przekroczył próg 1 mln sprzedanych egzemplarzy, z czego 500 tys. rozeszło się w tydzień. Rzecznik prasowy zespołu, Tony Barrow, nazwał ich w dołączonej do albumu książeczce „bajeczną czwórką” („fabulous foursome”), co zaadaptowały media i zaczęły ich nazywać „The Fab Four”. W tym czasie na łamach magazynu „The Times” ukazała się seria artykułów analizujących muzykę i sukces Beatlesów. Jeszcze w 1963 Epstein, Lennon i McCartney nawiązali współpracę z Dickiem Jamesem, z którym założyli spółkę kapitałową Northern Songs wydającą piosenki duetu Lennon/McCartney. Beatlesi zakończyli rok serią występów z programem Beatles Christmas Show w kinie Astoria w Finsbury Park.

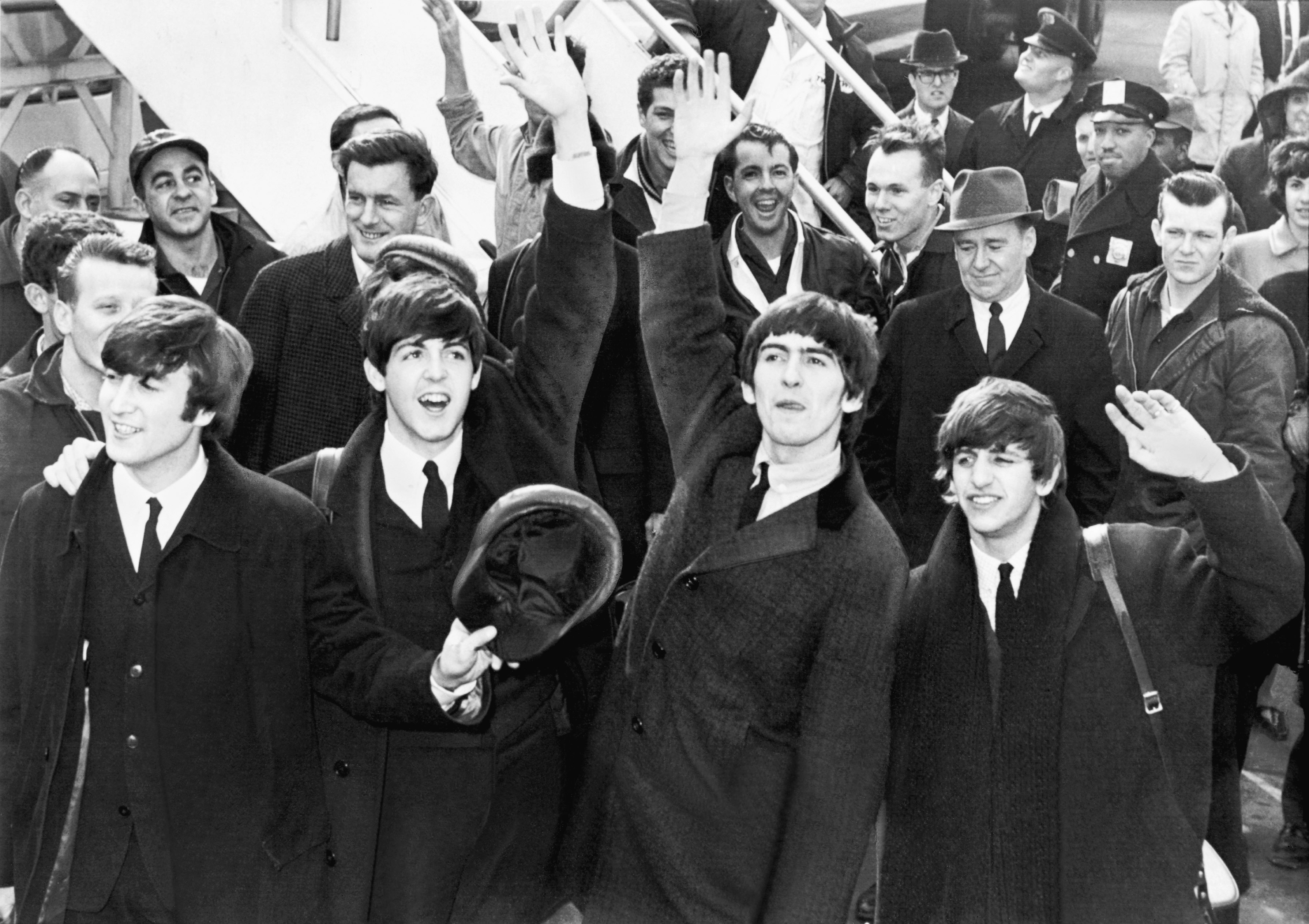
Beatlesi na lotnisku JFK 7 lutego 1964

Epstein usiłował także zainteresować muzyką Beatlesów amerykański rynek muzyczny. Należąca do EMI wytwórnia Capitol Records przez ponad rok odmawiała wydawania muzyki Beatlesów, nie wróżąc materiałowi sukcesu. Na dystrybucję części ich piosenek w 1963 zgodziło się za to niezależne wydawnictwo Vee-Jay Records. Introducing... The Beatles, album złożony głównie z utworów z Please Please Me, został nagrany, ale przez dłuższy czas niewydany ze względu na zmianę managementu Vee-Jay. Firma EMI podpisała kontrakt z wytwórnią Swan Records, która wydała singel „She Loves You”, nie odniósł on jednak sukcesu komercyjnego. Wzmożona emisja „I Want to Hold Your Hand” przez waszyngtońską rozgłośnię radiową WSPZ przyczyniła się do popularyzacji piosenki w skali całego kraju. Capitol Records zgodził się na wydanie 40–50 tys. dol. na promocję zespołu w USA. Wydany pod koniec grudnia singel z utworem „I Want to Hold Your Hand” już w połowie stycznia zajął pierwsze miejsce na liście Hot 100 magazynu „Billboard” i został sprzedany w 2 mln egzemplarzy w USA. W tym samym miesiącu Vee-Jay wydał Introducing... The Beatles, a Capitol – Meet the Beatles!, który został sprzedany w nakładzie 750 tys. egzemplarzy w kraju. Ponadto wytwórnia Swan wznowiła produkcję singla „She Loves You”, który rozszedł się w milionowym nakładzie. Pod koniec roku Radio Luksemburg zainaugurowało cotygodniową audycję poświęconą zespołowi – It’s The Beatles.

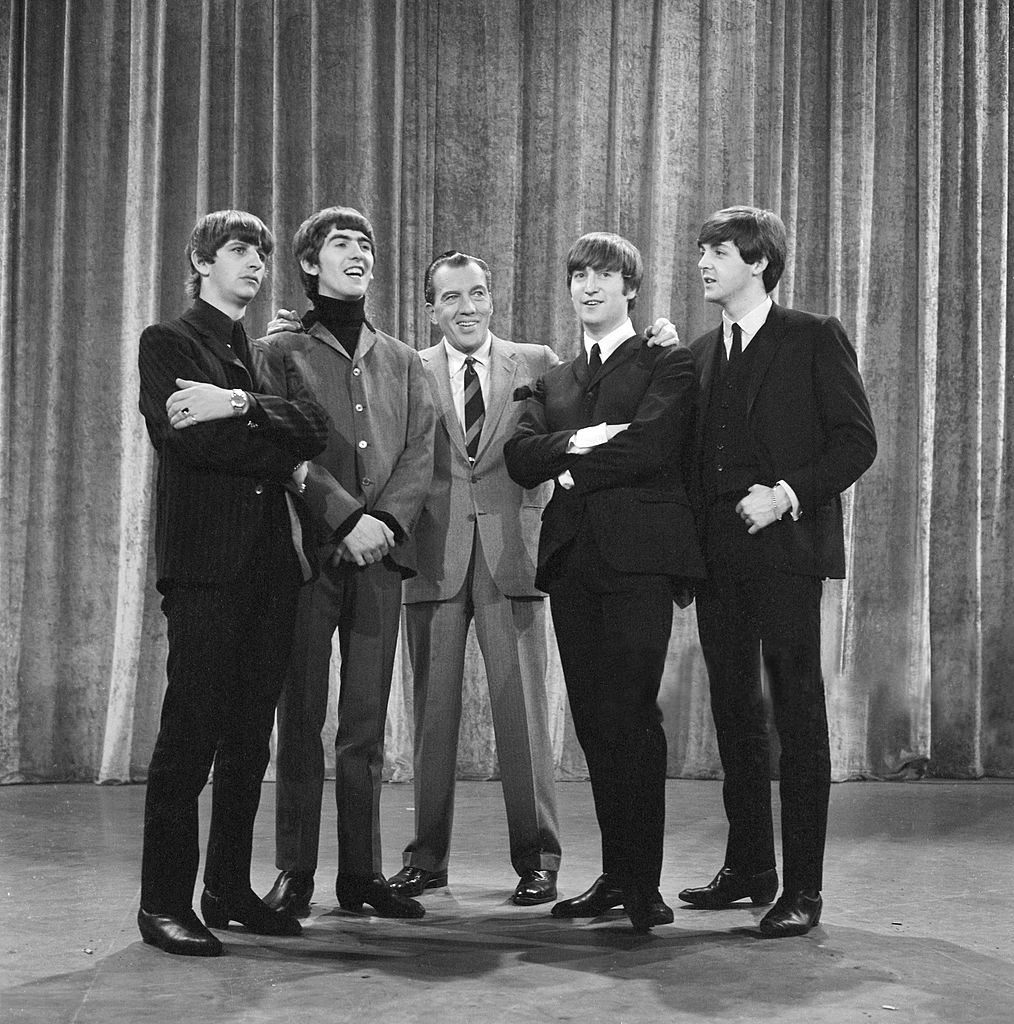
Beatlesi i Ed Sullivan w lutym 1964

W styczniu 1964 Beatlesi zagrali trzytygodniową serię koncertów w Paryżu w Olympii. Podczas pobytu we Francji w studiu Pathé-Marciniego nagrali singiel z utworami: „Can’t Buy Me Love” i „You Can’t Do That” oraz niemieckojęzycznymi wersjami przebojów „I Want to Hold Your Hand” i „She LovesC You” – „Komm, gib mir deine Hand” i „Sie liebt dich”, które w marcu wydała wytwórnia Odeon. W tym czasie Epstein kontynuował działalność promocyjną zespołu w USA. 7 lutego 1964 członkowie grupy, otoczeni 4 tys. fanów na lotnisku Heathrow, opuścili Londyn i wylądowali na lotnisku JFK w Nowym Jorku, gdzie powitało ich ok. 10 tys. fanów. Dwa dni później wystąpili w programie telewizyjnym The Ed Sullivan Show, w którym zaprezentowali piosenki: „All My Loving”, „Till There Was You”, „She Loves You”, „I Saw Her Standing There” i „I Want to Hold Your Hand”; odcinek programu z ich udziałem oglądało na żywo ok. 73 mln osób w 23 mln gospodarstw domowych, czyli prawie 34% ludności w USA, dzięki czemu – według Nielsen Media Research – Beatlesi pobili tego wieczoru rekord oglądalności w historii amerykańskiej telewizji. Choć recenzje w prasie były nieprzychylne, na kilku koncertach, które zagrali podczas pobytu w USA (m.in. w waszyngtońskim Coloseum i dwukrotnie w Carnegie Hall) także wybuchała beatlemania. Podczas krótkiej wizyty w Ameryce Beatlesi wystąpili w The Ed Sullivan Show jeszcze 16 lutego. Dzień później wrócili do Wielkiej Brytanii. Zdaniem dziennikarzy i badaczy, ich wizyta w Stanach rozbudziła radość i ekscytację w amerykańskim społeczeństwie, pogrążonym w żałobie po zamachu na Johna F. Kennedy’ego. Fryzury Beatlesów zdobyły popularność wśród młodych Amerykanów . Zespół zapoczątkował też tzw. brytyjską inwazję, podczas której brytyjskie zespoły wydawały swoje pierwsze albumy w Stanach i wyruszały tam w trasy koncertowe, osiągając duże sukcesy. W tygodniu kończącym się 4 kwietnia 1964 na amerykańskiej liście Hot 100 znajdowało się 12 piosenek Beatlesów, z czego pięć w pierwszej piątce notowania, kolejno: „Can’t Buy Me Love”, „Twist and Shout”, „She Loves You”, „I Want to Hold Your Hand” i „Please Please Me”.
Amerykańska wytwórnia filmowa United Artists zaoferowała Beatlesom kontrakt na trzy filmy. Pierwszym z nich był wyreżyserowany przez Richarda Lestera mockument Noc po ciężkim dniu (A Hard Day’s Night, 1964), w którym członkowie zespołu zagrali samych siebie. Film odniósł sukces komercyjny – tylko w USA przez pierwszy tydzień od premiery (6 lipca 1964) przyniósł dochód 1,5 mln dol. Krytycy porównywali Beatlesów do braci Marx. Dwa tygodnie przed premierą Nocy… wytwórnia płytowa United Artists wydała album ze ścieżkę dźwiękową do filmu, złożoną z piosenek Beatlesów i orkiestrowej muzyki przygotowanej przez Martina. W pozostałych państwach A Hard Day’s Night ukazał się na początku lipca jako trzeci album studyjny zespołu, zawierający – oprócz dzieł z filmu – inne premierowe utwory. Był to pierwszy album Beatlesów zawierający wyłącznie kompozycje Lennona i McCartneya. Zdaniem Erlewine’a, dzięki temu wydawnictwu Beatlesi „w końcu stali się sobą samymi”, a „wszystkie różnorodne wpływy z ich pierwszych albumów połączyły się w jasne, radosne i oryginalne brzmienie, wypełnione dzwoniącymi gitarami i zniewalającymi melodiami” . Efekt „dzwoniących gitar” był skutkiem pierwszego użycia przez Harrisona dwunastostrunowej gitary elektrycznej firmy Rickenbacker, na której to po raz pierwszy zagrał w utworze „I’m Happy Just to dance with You”.

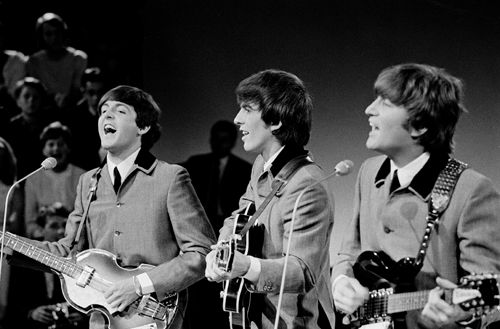
McCartney, Harrison i Lennon podczas występu w duńskiej telewizji w 1964

W czerwcu i lipcu Beatlesi odbyli światową trasę koncertową, obejmującą 37 występów w Danii, Holandii, Hongkongu, Australii i Nowej Zelandii. Podczas kilku pierwszych koncertów hospitalizowanego ze względu na tonsillektomię Starra zastąpił Jimmy Nicol. Również w lipcu Beatlesi wydali singiel „A Hard Day’s Night”, który dotarł do pierwszego miejsca na brytyjskiej liście przebojów i w ciągu dwóch tygodni od premiery rozszedł się w nakładzie 800 tys. egzemplarzy. W sierpniu i wrześniu zagrali serię 32 koncertów w USA, na których gromadzili od 10 do 20 tys. widzów. Podczas pobytu w Nowym Jorku, gdzie zagrali charytatywny show, dziennikarz Al Aronowitz zapoznał Beatlesów z Bobem Dylanem, który poczęstował ich marihuaną. Zażywanie narkotyku miało znaczący wpływ na dalszą twórczość zespołu – McCartney i Lennon zaczęli pisać dla zespołu bardziej złożone kompozycje pełne psychodelicznych wizji. Zdaniem biografa zespołu Jonathana Goulda, spotkanie artystów zaowocowało wzajemną adaptacją stylistyk przez obie strony, a w dalszej perspektywie doprowadziło do zamazania tradycyjnego podziału między kulturą muzyki folkowej (którą reprezentował Dylan) a kulturą rocka (zdominowaną przez podążających za aktualnymi trendami nastolatków). Podczas trasy Beatlesi buntowali się przeciwko segregacji rasowej, nie wychodząc na scenę, dopóki wśród publiczności nie zostanie zniesiony podział na białych i czarnych. W latach 1964–1966 stacja ABC premierowo emitowała fabularny serial animowany The Beatles, który był pierwszym w historii przypadkiem emisji programu z animowanymi wersjami rzeczywistych ludzi. W listopadzie wytwórnia Capitol wydała album dokumentalny pt. The Beatles’ Story, zawierający wywiady, konferencje prasowe i piosenki zespołu oraz występ grupy na Hollywood Bowl w Los Angeles. W tym samym miesiącu premierę miał singiel „I Feel Fine”, który po dwóch tygodniach od premiery rozszedł się w milionowym nakładzie. 27 listopada muzycy wydali album pt. Beatles for Sale (w USA wydany jako Beatles ’65), z którym dotarli do pierwszego miejsca na liście Billboard 200 i który rozszedł się w nakładzie ponad 2 mln egzemplarzy w ciągu miesiąca po premierze. Podczas prac nad płytą narastał konflikt między artystycznymi ambicjami muzyków a presją osiągania sukcesu komercyjnego. Nieustanne koncertowanie na całym świecie nie sprzyjało pisaniu piosenek i choć zespół chciał, podobnie jak przy A Hard Day’s Night, wydać album wyłącznie z własnymi kompozycjami, to ostatecznie do ośmiu z nich dołączono sześć coverów.

Beatlesi w amerykańskim zwiastunie Na pomoc!

Na początku 1965 członkowie grupy nieumyślnie spróbowali LSD, dodanego przez dentystę Harrisona do ich kaw. Incydent przyczynił się do regularnego zażywania przez nich narkotyku. Po latach przyznawali w wywiadach, że LSD „otwarło im oczy” i miało wpływ na muzykę, którą tworzyli. Ku zaskoczeniu części opinii publicznej, w czerwcu królowa Elżbieta II przyznała całej czwórce Order Imperium Brytyjskiego, które jest przyznawane głównie weteranom wojennym i przywódcom; niektórzy Kawalerowie Orderu (w tym oficerowie) w ramach protestu zwrócili swoje odznaczenie.
W lipcu 1965 odbyła się premiera drugiego filmu Beatlesów, Na pomoc! (Help!) w reż. Richarda Lestera. Produkcja zebrała dość pochlebne recenzje, choć sam zespół nie był z niej zadowolony. Podobnie jak w przypadku A Hard Day’s Night, międzynarodowa wersja albumu Help! zawierała utwory z filmu i inne premierowe nagrania, a na edycji amerykańskiej obok piosenek z filmu znalazła się orkiestrowa ścieżka dźwiękowa autorstwa Kena Thorne’a. Help! jest ostatnią płytą Beatlesów, na której znalazły się covery. Podczas nagrań członkowie zespołu rozszerzyli swoje brzmienie o instrumenty klasyczne, m.in. skorzystali z kwartetu smyczkowego. W sierpniu 1965 premierę miała ballada „Yesterday”, napisana i nagrana przez McCartneya bez udziału pozostałej trójki i od czasu wydania doczekała się największej liczby coverów spośród wszystkich utworów w historii muzyki (co najmniej 2500 nagrań do 1992). Beatlesi z tą piosenką dotarli do pierwszego miejsca na amerykańskiej liście przebojów Hot 100 i pozostali na nim przez cztery tygodnie. Album Help!, promowany także przez singiel „Ticket to Ride”, przez dziewięć tygodni pozostawał na pierwszym miejscu listy Billboard 200 i przez 11 tygodni na szczycie notowania UK Albums Chart w Wielkiej Brytanii, gdzie osiągnął sprzedaż na poziomie 2,3 mln egzemplarzy. Mimo zapowiedzi nakręcenia trzeciego filmu dla United Artists, projekt zaniechano z powodu braku interesujących scenariuszy; jeden z odrzuconych projektów nosił robocze tytuły Shades of a Personality i Up Againts It, a za jego reżyserię miał odpowiadać Richard Lester.

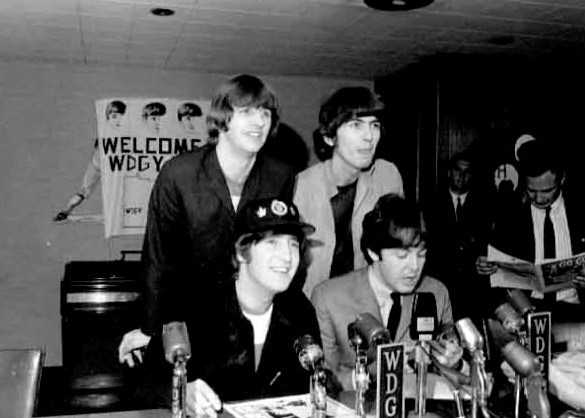
Beatlesi na konferencji prasowej w Minnesocie w sierpniu 1965

Trzecia trasa Beatlesów po Stanach Zjednoczonych rozpoczęła się 15 sierpnia 1965 na Shea Stadium w Nowym Jorku, a występ kwartetu pobił rekordy największej publiczności (ponad 55 tys. ludzi) i największego dochodu (304 tys. dol.) w historii. Muzycy byli jednymi z pierwszych artystów, którzy na koncertach zastosowali monitory odsłuchowe . 30 sierpnia zakończyli trasę występem w Hollywood Bowl w Los Angeles, które zostały zarejestrowane, ale wydali na albumie koncertowym dopiero w 1977.
W grudniu 1965 odbyła się premiera albumu Rubber Soul, który jako pierwszy w karierze Beatlesów nie został nagrany podczas trasy koncertowej lub zdjęć do filmu. George Martin przyznał, że po raz pierwszy zaczęli myśleć o albumie jako o zwartej, artystycznej całości, a nie tylko kolekcji singli. Krytycy zwracali uwagę, że muzycy głębiej niż dotychczas poruszali tematykę filozoficzną i miłosną. W wywiadach Beatlesi ujawnili, że głównym czynnikiem, który na nich wpływał podczas komponowania i nagrań, była marihuana. Nowatorstwem w skali muzyki popularnej było zastosowanie przez Harrisona w utworze „Norwegian Wood (This Bird Has Flown)” sitaru. Starr nazwał Rubber Soul „odlotem” Beatlesów, a McCartney skomentował: Mieliśmy swój słodki okres, teraz czas się rozwijać. Album rozszedł się w nakładzie 3 mln egzemplarzy na świecie, w tym 1,2 mln w USA oraz 750 tys. egzemplarzy w Wielkiej Brytanii, gdzie przez trzy miesiące pozostawał na pierwszym miejscu listy sprzedaży. W 2003 wydawnictwo zajęło piąte miejsce na liście 500 albumów wszech czasów „Rolling Stone’a”. Okres nagrań był jednak początkiem narastających konfliktów między członkami zespołu i rozbieżności w koncepcjach kompozytorskich McCartneya i Lennona. Również w grudniu Parlophone wydał minialbum pt. The Beatles’ Million Sellers z czterema przebojami, które w 1965 odnotowały milionowe wyniki sprzedaży – „I Want to Hold Your Hand” (13 mln egzemplarzy), „Can’t Buy Me Love” (6 mln), „She Loves You” (5 mln) i „I Feel Fine” (3 mln). Wydawnictwo rozeszło się w ponad 500 tys. nakładzie.

### 1966–1967: Rezygnacja z koncertowania i zwrot ku psychodelii
Chrześcijaństwo przeminie, wykruszy się i zniknie. Nie trzeba się o to spierać, mam rację i czas to potwierdzi. Jesteśmy teraz popularniejsi od Jezusa. Nie wiem, co się skończy pierwsze: rock and roll czy chrześcijaństwo.

W marcu 1966 magazyn „Evening Standard” opublikował wywiad Maureen Cleave z Lennonem, w którym artysta powiedział, że Beatlesi są popularniejsi od Jezusa. Jego wypowiedź wywołała międzynarodowy skandal i spotkała się z ostrym odbiorem m.in. amerykańskich organizacji religijnych i konserwatywnych (w tym Ku Klux Klanu). Protest wystosował Watykan, a zespół został zbojkotowany przez stacje radiowe w Hiszpanii, Danii i Południowej Afryce oraz w kilku stanach Ameryki Północnej. Lennon, choć przeprosił za swoje słowa, wytłumaczył, że miał na myśli reakcje ludzi na ich sukces oraz że jako zespół więcej znaczą dla angielskiej młodzieży niż religia. Wypowiedź silnie zaważyła na przyszłości i popularności Beatlesów.
W czerwcu 1966 w telewizji zostały wyemitowane promocyjne filmy z niealbumowymi utworami „Paperback Writer” i „Rain”, które historyk sztuki Saul Austerlitz nazwał jednymi z pierwszych teledysków w historii popkultury. „Paperback Writer” jako 12. singiel Beatlesów zajął pierwsze miejsce na amerykańskiej liście Hot 100, za to „Rain” dotarł jedynie do 23. miejsca w notowaniu. Również w czerwcu Beatlesi odbyli minitrasę koncertową po Niemczech i wydali album pt. Yesterday and Today, którego sprzedaż zawieszono ze względu na kontrowersyjną okładkę i kilka dni później wznowiono, już z podmienioną okładką. 12 lipca 1966 Lennon i McCartney odebrali trzy nagrody muzyczne im. Ivora Novella za utwory: „Help!”, „Yesterday” i „We Can Work It”. W tym samym miesiącu Beatlesi zagrali koncert na Filipinach dla ok. 80 tys. osób. Epstein podczas pobytu w tym kraju odrzucił w imieniu Beatlesów zaproszenie pierwszej damy, Imeldy Marcos, na przyjęcie w Pałacu Prezydenckim. Odmowa wywołała skandal, a muzycy padli ofiarą przemocy fizycznej (byli popychani i kopani) ze strony bojówek. Po Filipinach odwiedzili po raz pierwszy Indie. W tym czasie postanowili, że ich zbliżająca się sierpniowa trasa po Stanach będzie ostatnią, co tłumaczyli znużeniem powtarzalnością związaną z występowaniem na żywo, a także skutkami wywołanych przez nich kontrowersji i aspektami technicznymi – jako że grali na dużych stadionach, krzyk publiczności zagłuszał muzykę.

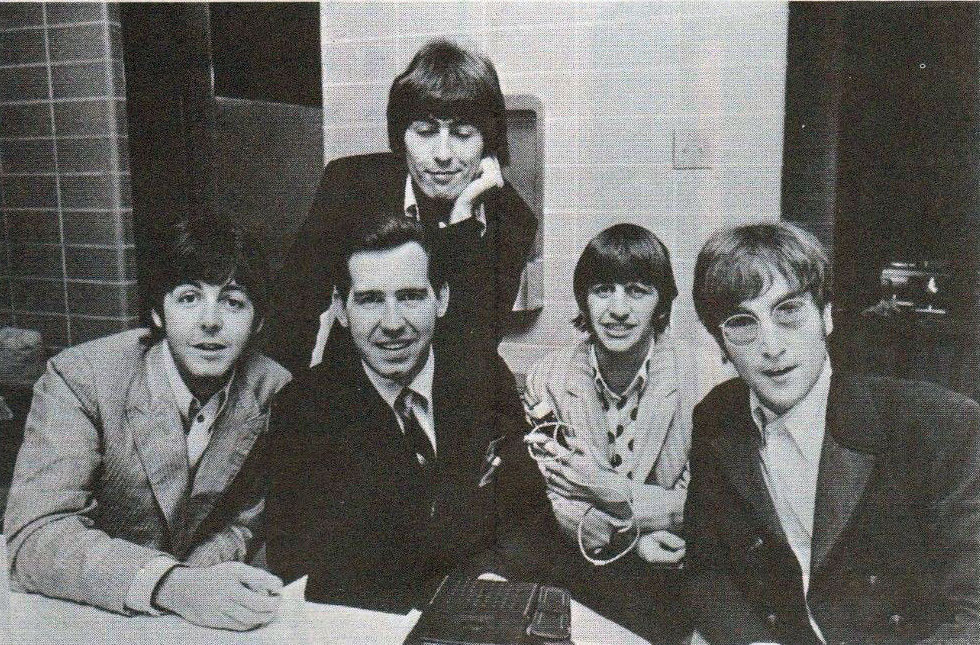
Beatlesi i Jimmy Staggs podczas wywiadu dla stacji radiowej WCFL w Chicago (1966)

Już w kwietniu 1966 zaczęli nagrywać materiał na nową płytę. W sierpniu wydali album pt. Revolver, który Scott Plagenhoef z serwisu Pitchfork nazwał go „dotarciem zespołu do najwyższego poziomu pewności siebie” i „zdefiniowaniem na nowo tego, co rozumiano pod pojęciem muzyki popularnej” . Beatlesi po raz pierwszy zrezygnowali ze wspólnego zdjęcia na okładce, zastępując je grafiką autorstwa poznanego jeszcze w Hamburgu Klausa Voormanna. Na Revolverze zaprezentowali wyrafinowane kompozytorstwo, szeroki wachlarz studyjnych eksperymentów oraz mieszaninę różnych stylistyk i rozwiązań muzycznych, od innowacyjnych, smyczkowych aranżacji po rocka psychodelicznego. Przykładem eksperymentalnej piosenki jest „Tomorrow Never Knows”, z tekstem Lennona, zaczerpniętym z książki Doświadczenie psychodeliczne. Podręcznik inspirowany Tybetańską Księgą Umarłych Timothy’ego Leary’ego, Ralpha Metznera i Rama Dassa – twórcy w utworze zastosowali zaimprowizowany efekt, polegający na zmiksowaniu nakładających się na siebie, nagranych wcześniej pętli dźwiękowych, a także wykorzystali nowatorską technikę sztucznego zdwajania śladów. W piosence „Eleanor Rigby”, którą Gould nazwał „prawdziwą hybrydą, nieprzystającą do zasad żadnego gatunku muzycznego”, zagrał oktet smyczkowy. Na albumie, oprócz 12 kompozycji Lennona i McCartneya, znalazły się także trzy piosenki Harrisona („Taxman”, „Love You to” i „I Want to Tell You”) – więcej niż na jakimkolwiek wcześniejszym krążku Beatlesów. Przy tworzeniu materiału na Revolver McCartney i Lennon inspirowali się musicalem Tamla Motown. Album przez siedem tygodniu pozostawał na pierwszym miejscu listy Billboard 200 i sprzedał się w ponad 2 mln nakładzie na świecie, a w 2003 zajął trzecie miejsce na liście 500 albumów wszech czasów „Rolling Stone’a”. Rob Sheffield nazwał ją w książce The Rolling Stone Album Guide „najlepszym albumem Beatlesów, a co za tym idzie najlepszym albumem kogokolwiek”. Dodał, że Beatlesi byli „u szczytu sił i rywalizowali już tylko ze sobą nawzajem, bo nikt inny nie mógł się z nimi równać”. Muzycy promowali płytę singlem z utworami „Eleanor Rigdy” i „Yellow Submarine”, który rozszedł się w nakładzie ponad 2 mln egzemplarzy. Dwa tygodnie po wydaniu albumu wyruszyli w trasę koncertową. Na koncertach w USA pominęli utwory z Revolvera, jako że zagranie ich na żywo przez czteroosobowy zespół było niemożliwe. Biograf Chris Ingham napisał, że „Beatlesi koncertowi i studyjni stali się już dwoma zupełnie różnymi bestiami”. 29 sierpnia na stadionie Candlestick Park w San Francisco muzycy zagrali swój ostatni publiczny koncert, którym zakończyli czteroletni okres niemalże pozbawionego przerw koncertowania i obejmujący ponad 1400 występów na całym świecie.

(…) Beatlesi nagrali arcydzieło, bogaty i długowieczny efekt wspólnego geniuszu, którego odważna ambicja i zaskakująca oryginalność dramatycznie zwiększyły możliwości oraz podniosły oczekiwania wobec tego, jakie doświadczenia może dawać słuchanie muzyki popularnej. Sgt. Pepper zainicjował masowy entuzjazm na punkcie rocka albumowego, który zrewolucjonizował zarówno estetykę, jak i ekonomię przemysłu muzycznego, prześcigając wcześniejsze masowe entuzjazmy, takie jak fenomen Elvisa w 1956 i beatlemania w 1963.

W listopadzie 1966 Beatlesi rozpoczęli pracę nad nagraniem albumu Sgt. Pepper’s Lonely Hearts Club Band, którego napisania zainspirowała McCartneya płyta The Beach Boys pt. Pet Sounds. Sesję nagraniową zaczęli 10 grudnia, tego samego dnia Parlophone wydał składankę ich przebojów pt. A Collection of Beatles’ Oldies (But Goldies). Inżynier dźwięku Geoff Emerick wspominał, że nagrania kolejnej płyty studyjnej zajęły Beatlesom ponad 400 godzin, a „wszystko na Sgt. Pepper… musiało być inne”: Mieliśmy mikrofony w dzwonach instrumentów dętych i słuchawki przekształcone w mikrofony, przywiązane do skrzypiec. Mieliśmy potężne, prymitywne oscylatory, które różnicowały prędkości instrumentów i wokali. Mieliśmy taśmy, pocięte na kawałki i posklejane do góry nogami. Do piosenki „A Day in the Life”, ostatniej wspólnej kompozycji Lennona i McCartneya, została zatrudniona 24-osobowa orkiestra. W okresie nagrań albumu relacje między muzykami były coraz bardziej napięte, m.in. Starr czuł się lekceważony i niewystarczająco doceniany, a Lennon nie angażował się w nagrania. Jeszcze przed wydaniem płyty, w styczniu 1967 Epstein podpisał w imieniu Beatlesów nowy kontrakt z EMI i Capitol, na którego mocy muzycy mieli otrzymywać min. 10% zysku od każdej sprzedanej płyty. W lutym 1967 Beatlesi wydali singel z podwójną stroną A – „Strawberry Fields Forever”/„Penny Lane”. Pierwszy z utworów uznawany jest za jeden z ważniejszych przebojów Beatlesów. Sam album ukazał się w czerwcu, a jego nagranie kosztowało zespół 100 tys. dol. Złożoność, z jaką go nagrano (m.in. użyto zapisu wielościeżkowego), zdumiała ówczesnych artystów, a recenzenci byli w zdecydowanej większości zachwyceni. Teksty piosenek już w 1967 stały się obiektem analiz naukowych, przeprowadzonych przez amerykańskiego profesora Richarda Poirier. Innym istotnym kulturowo aspektem albumu była okładka, nazwana przez biografa Billa Harry’ego najsłynniejszą i jedną z najczęściej podrabianych w historii, a przez biografa Rossa Bensona – wzorcem ustanawiającym nowe standardy w projektowaniu sztuki użytkowej. Kolaż, zaprojektowany przez Petera Blake’a i Janna Hawortha, przedstawiał Beatlesów w otoczeniu kilkudziesięciu słynnych osób. Wąsy, które miała główna czwórka, stały się później znakiem rozpoznawalnym ruchu hippisowskiego. Album rozszedł się w łącznym nakładzie 7,5 mln egzemplarzy na świecie, jako pierwsze rockowe wydawnictwo w historii został nagrodzony Grammy w kategorii płyta roku i zajął pierwsze miejsce listy 500 albumów wszech czasów „Rolling Stone’a”. Album do 1981 sprzedano na świecie w nakładzie 10 mln egzemplarzy.
25 czerwca 1967 wystąpili w pierwszym w historii programie emitowanym międzynarodowo za pośrednictwem telewizji satelitarnej – Our World, podczas którego zaprezentowali premierowo wydany tydzień później singiel „All You Need Is Love”; program oglądało ok. 350–400 mln ludzi na całym świecie. Piosenka „All You Need Is Love” stała się hymnem kontrkulturowego ruchu Flower Power podczas tzw. Lata Miłości, a singiel z utworem rozszedł się w nakładzie 3 mln egzemplarzy na świecie. W sierpniu Beatlesi, przebywający w Bangorze na kursie medytacji transcendentalnej Maharishi Mahesha Yogiego, dowiedzieli się o śmierci Epsteina, spowodowanej przedawkowaniem leków (według spekulacji popełnił samobójstwo). Lennon wspominał: Zawaliliśmy się. Wiedziałem, że mamy problem. Wiedziałem, że nie umiemy robić nic innego, niż grać muzykę, więc byłem przerażony. Myślałem, że to już nasz koniec. McCartney po śmierci Epsteina zaczął tworzyć materiał na nowy album Beatlesów. Na przełomie listopada i grudnia muzycy wydali album pt. Magical Mystery Tour, zawierający sześć utworów nagranych na potrzeby filmu pod tym samym tytułem, który został wyreżyserowany przez McCartneya na podstawie jego scenariusza. W Wielkiej Brytanii płyta pełniła rolę podwójnego minialbumu, a w USA, gdzie do sześciu piosenek z filmu dołączono pięć utworów z niedawnych singli, Magical Mystery Tour wydano jako pełny album. Richie Unterberger z AllMusic ocenił, że ścieżka dźwiękowa do filmu „swoim psychodelicznym brzmieniem pozostaje w duchu Sgt. Peppera…, czasami jest nawet bardziej przestrzenna”, a piosenki z singli są „wielkie, wspaniałe i innowacyjne” . W Boxing Day stacja BBC1 wyemitowała premierowo film Magical Mystery Tour, obejrzało go ok. 13 mln widzów. Produkcja została chłodno przyjęta przez krytyków; redakcja „Daily Express” nazwała ją „rażącym śmieciem” i „niesmaczną kpiną”, a „Daily Mail” – „wyrazem kolosalnej zarozumiałości”. Ze względu na fatalne przyjęcie filmu w Wielkiej Brytanii, amerykańskie stacje w ogóle nie wyraziły zainteresowania jego emisją. Sam album cieszył się jednak dużym zainteresowaniem wśród słuchaczy – rozszedł się w ponad 600 tys. egzemplarzy w Wielkiej Brytanii, a w USA uzyskał status sześciokrotnie platynowej płyty za sprzedaż w ponad 6 mln sztuk.

### 1968–1970: Ostatnie lata

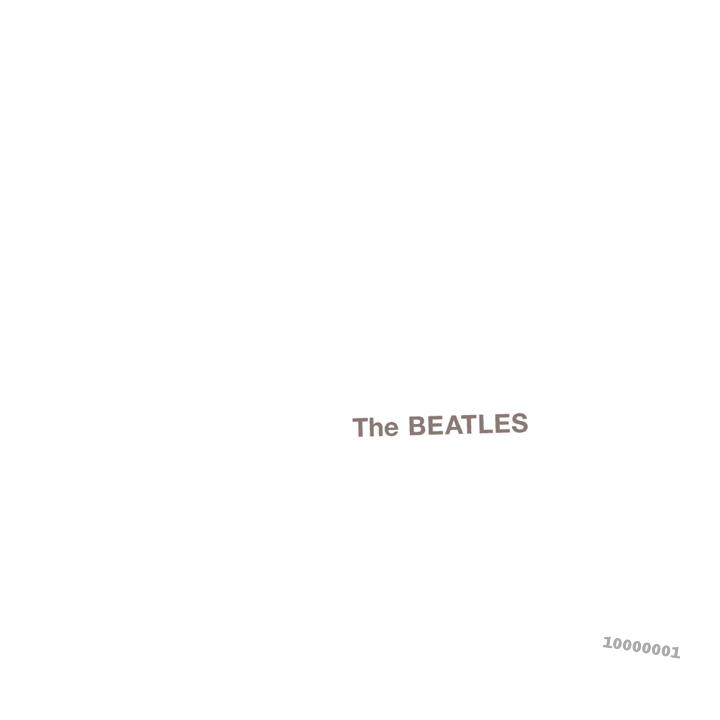
Zaprojektowana przez Richarda Hamiltona minimalistyczna okładka albumu The Beatles, znanego też jako „Biały Album”

W pierwszej połowie 1968 Beatlesi założyli spółkę Apple Corps, dzięki której zarządzali swoją działalnością i wspierali finansowo inne projekty. W następnym miesiącu odbyli serię pięciu sesji nagraniowych w Abbey Road Studios, podczas których nagrali m.in. utwory „Across the Universe” i „It’s All Too Much”, po czym wylecieli do Rishikeshu w północnych Indiach na planowo trzymiesięczny kurs medytacji transcendentalnej w aśramie Yogiego, który to po śmierci Epsteina przejął rolę ich guru. Rozczarowani pobytem w Indiach, zaczęli jeden po drugim wracać do Anglii – Starr już po dziesięciu dniach kursu, McCartney po około miesiącu, a Lennon i Harrison po dwumiesięcznym pobycie w kraju, wcześniej usłyszawszy sugestie, że Yogi wykorzystuje seksualnie kobiety. McCartney przyznał, że zwrócenie się ku Yogiemu było „błędem”. Pobyt grupy w Indiach okazał się jednak wyjątkowo płodny muzycznie – muzycy napisali tam od 30 do 50 piosenek, z czego niektóre nagrywali jeszcze po zakończeniu działalności zespołu. Nagrali m.in. utwór „Lady Madonna”, z którym dotarli do pierwszego miejsca na liście UK Singles Chart i który rozszedł się na świecie w nakładzie 2 mln sztuk. W maju rozpoczęli sesje nagraniowe do kolejnego albumu. W lipcu odbyła się premiera filmu animowanego Żółta łódź podwodna (Yellow Submarine), opartego na muzyce Beatlesów i zawierającego ich cztery premierowe utwory – „All Together Now”, „Only a Northern Song”, „Hey Bulldog” oraz tytułową piosenkę. Muzycy ponadto wystąpili w filmie w rolach cameo. Produkcja spotkała się z pozytywnym odbiorem krytyków, którzy chwalili muzykę, humor i innowacyjny styl animacji.
Sesjom nagraniowym, które trwały do października, towarzyszył ogrom spięć i kłótni między Beatlesami. Lennon denerwował pozostałych członków zespołu przyprowadzaniem do studia swojej partnerki, awangardowej artystki Yoko Ono. Starr na dwa tygodnie opuścił zespół, a Lennon stracił zainteresowanie pracą z McCartneyem, którego piosenkę „Ob-La-Di, Ob-La-Da” nazwał „babcinym dziadostwem”. Następnie przyznał, że „każda piosenka [z albumu] jest indywidualna, nie ma tam w ogóle muzyki Beatlesów. Jest John z zespołem, Paul z zespołem i George z zespołem”. I on, i McCartney nazwali sesję początkiem rozpadu grupy. 30 sierpnia wydali singiel z utworami „Hey Jude”/„Revolution”, który rozszedł się w nakładzie ponad 7 mln egzemplarzy. Pięć dni po premierze singla wystąpili z pierwszą z piosenek w programie telewizyjnym Davida Frosta. W listopadzie wydali podwójny album, zatytułowany po prostu The Beatles, który ze względu na minimalistyczną okładkę jest znany również jako „biały album”. Płyta jako pierwsza w dyskografii Beatlesów została wydana nie przez EMI, ale założoną przez nich wytwórnię Apple Records. The Beatles sprzedał się w 2 mln egzemplarzy w tydzień, czym ustanowił rekord Guinnessa jako najszybciej sprzedający się album na świecie. Choć rozszedł się w łącznym nakładzie 4 mln sztuk w miesiąc i w prawie 6,5 mln egzemplarzy w rok, a pochodzące z niego utwory dominowały w radiostacjach, odbiór krytyków wahał się – według Goulda – między mieszanym a negatywnym. Z biegiem lat wydawnictwo zaczęło wywoływać lepsze reakcje i zajęło 10. miejsce na liście 500 albumów wszech czasów „Rolling Stone’a”. Mark Richardson z serwisu Pitchfork nazwał go „długim i zamaszystym, pełnym pomysłów, choć także słabości, z bardzo różnorodnym repertuarem. Upadki stanowią o nim jednak równie mocno, co wzloty” .

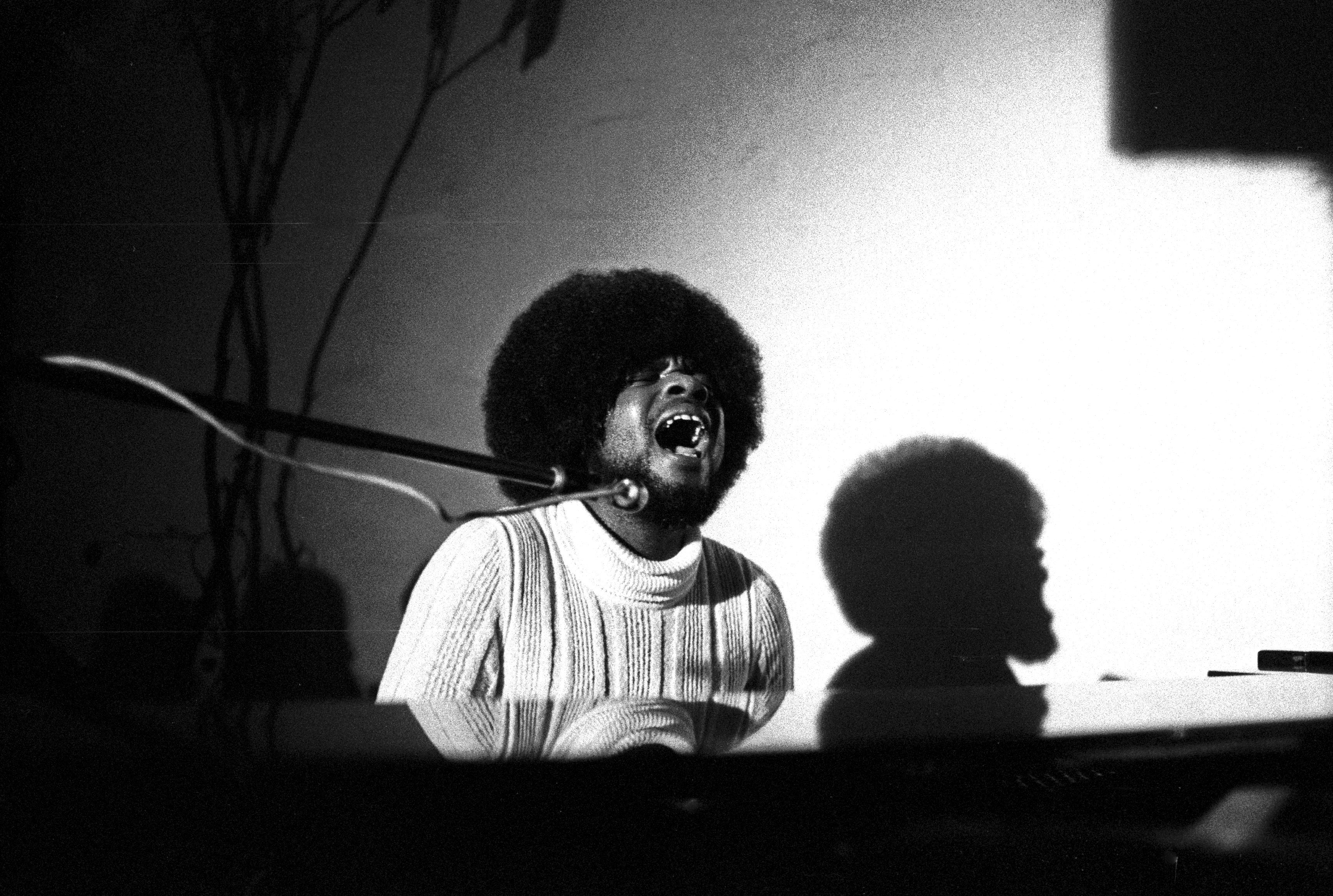
Amerykański muzyk soulowy Billy Preston, nazywany podczas prac nad Get Back piątym Beatlesem (zdjęcie z 1971)

W styczniu 1969, siedem miesięcy po premierze Żółtej łodzi podwodnej, odbyła się premiera ścieżki dźwiękowej Yellow Submarine. Na albumie znalazły się cztery piosenki, które po raz pierwszy pojawiły się w filmie, dwa wydane wcześniej utwory oraz muzyka instrumentalna, skomponowana przez Martina. W tym samym miesiącu Martin zaproponował zespołowi stworzenie materiału, który wykonają po raz pierwszy w filmie. Beatlesi, filmowani przez Michaela Lindsay-Hogga, pracowali nad muzyką do programu telewizyjnego Beatles at Work. Martin przyznał: Projekt nie był zbyt wesołym doświadczeniem. Relacje między Beatlesami były złe jak nigdy dotąd. Lennon nazwał sesję nagraniową „piekłem, najnędzniejszą na świecie”, a Harrison – „dnem wszech czasów”, ponadto, zirytowany atmosferą podczas nagrań, opuścił studio po ośmiu dniach. Zgodnie z jego żądaniem, zakończono prace nad filmem, choć nagrany materiał zachowano – Beatlesi zrealizowali wówczas kilkadziesiąt nagrań, w tym piosenkę „Let It Be”. Sesje do albumu, zatytułowanego wówczas Get Back, przeniesiono z Twickenham Film Studios do nowo wybudowanego Apple Studio. Aby załagodzić napięcia, Harrison zaprosił do studia klawiszowca Billy’ego Prestona. Mimo niechęci Harrisona, Beatlesi postanowili nagrać występ na żywo, który zostanie wykorzystany w filmie Lindsay-Hogga. 30 stycznia 1969 zagrali na dachu budynku Apple Corps przy ulicy Savile Row w Londynie i był to ostatni raz, gdy wystąpili na żywo w czwórkę. Publiczność stanowili ich przyjaciele i współpracownicy. Pięć tygodni później inżynier dźwięku Glyn Johns rozpoczął prace nad albumem, otrzymując wolną rękę, jako że zespół „umywał ręce od całego projektu”.
W kwietniu 1969 Beatlesi wydali singiel „Get Back”, który stał się przebojem, rozchodząc w nakładzie ok. 4,5 mln egzemplarzy na całym świecie. Kontynuowali także nagrania albumu, jednak powodem kolejnych spięć między muzykami stała się potrzeba powołania doradcy finansowego, którego rolę pełnił przed śmiercią Epstein. Lennon, Harrison i Starr chcieli zatrudnić Allena Kleina, który zarządzał finansami The Rolling Stones i Sama Cooke’a, podczas gdy McCartney upierał się na Lee i Johna Eastmanów, czyli ojca i brata Lindy Eastman, którą poślubił 12 marca. Ostatecznie doszło do kompromisu: Kleina powołano do zarządzania biznesami Beatlesów, a Eastmanów na prawników. 8 maja, wskutek dalszych konfliktów, Klein pozostał jedynym menedżerem zespołu i wkrótce zapewnił zespołowi korzystniejsze warunki kontraktów z wytwórniami EMI i Capitol. Tymczasem, ku zaskoczeniu Martina, McCartney poprosił go o wyprodukowanie kolejnego albumu. Pod koniec maja Beatlesi wydali singiel „The Ballad of John and Yoko”, który rozszedł się w nakładzie 2,5 mln egzemplarzy na świecie. 2 lipca Beatlesi wznowili sesje nagraniowe do nowej płyty, nagrali wówczas m.in. numer „Come Together”. Martin zaproponował „ciąg płynnie poruszającej się muzyki”, ale Lennon się na to nie zgodził, żądając, by piosenki jego i McCartneya znalazły się na różnych stronach albumu. Ostatecznie zastosowano pomysł, który zaproponował McCartney jako kompromis: na stronie pierwszej znalazły się osobne piosenki, a stronę drugą stanowił głównie kilkuczęściowy medley. Tymczasem 4 lipca odbyła się premiera „Give Peace a Chance”, utworu nowego zespołu Lennona – The Plastic Ono Band; singiel rozszedł się w nakładzie 2 mln egzemplarzy na świecie. 31 lipca Beatlesi zakończyli sesję do nowej płyty, po czym zajęli się dalszą produkcją materiału. 20 sierpnia cała czwórka po raz ostatni spotkała się w studiu, gdzie dokończyli pracę nad utworem „I Want You (She’s So Heavy)”. Pod koniec miesiąca zrezygnowali z wydania albumu Get Back, po czym zaczęli naprędce kompletować materiał na kolejny album.

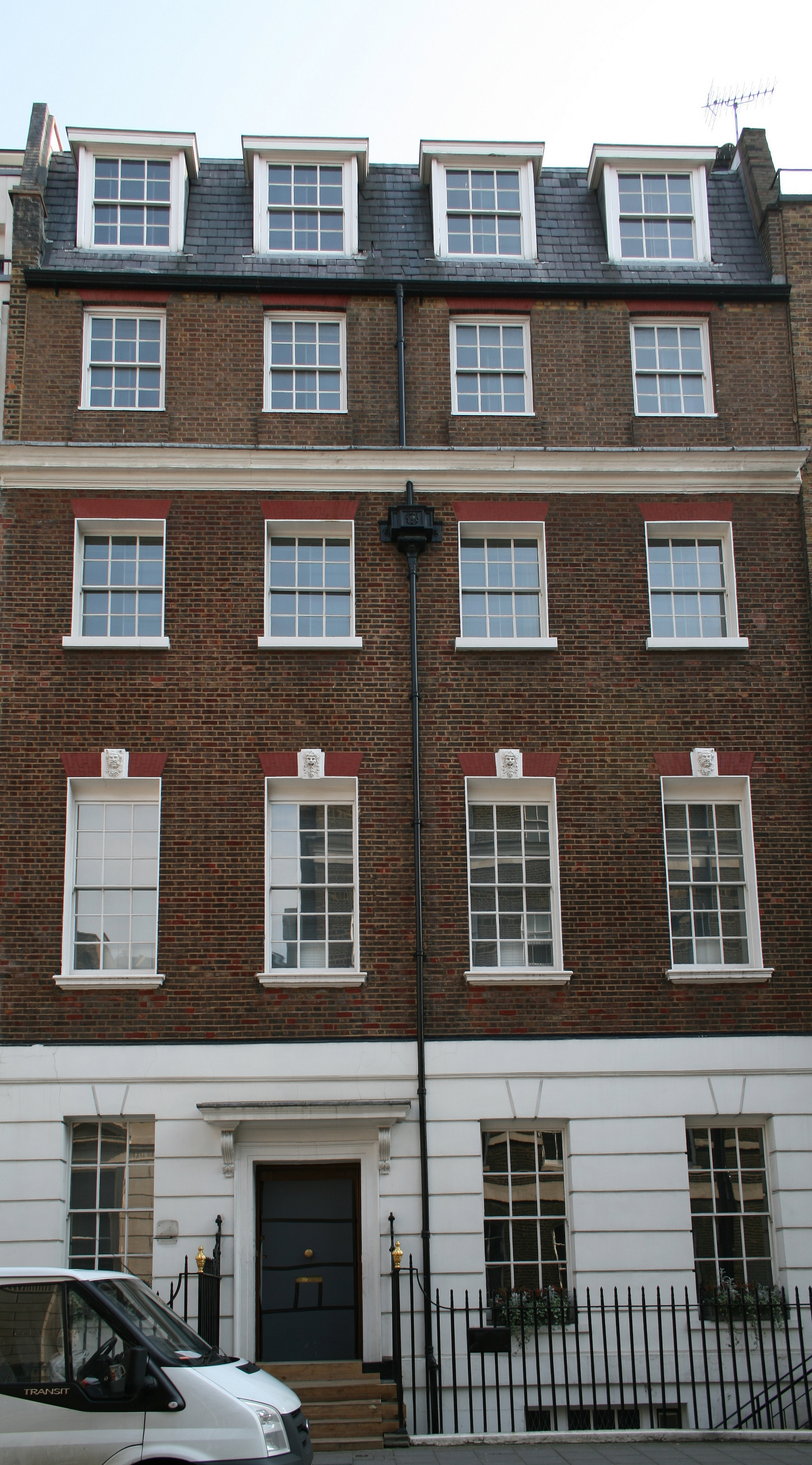
Budynek Apple Corps, na dachu którego odbył się ostatni koncert Beatlesów

20 września Lennon ogłosił pozostałym Beatlesom, że opuszcza zespół, zgodził się jednak utrzymać tę wiadomość w tajemnicy przed mediami, by nie zepsuć sprzedaży kolejnego albumu – Abbey Road. Premiera płyty odbyła się sześć dni później, wydawnictwo rozeszło się w nakładzie 4 mln egzemplarzy w trzy miesiące i zajmowało pierwsze miejsce brytyjskiej listy sprzedaży przez 18 tygodni. Pochodząca z niego piosenka „Something” jest jedyną autorstwa Harrisona, która została wydana na singlu (na stronie A). Choć recenzje albumu były mieszane, medley był chwalony – Unterberger uważa, że zawiera on „jedne z najlepszych harmonii w jakimkolwiek rockowym nagraniu” . Muzykolog Ian MacDonald nazwał album „niekonsekwentnym i często pustym”, choć medley zachowuje „pozory jedności i spójności”. Lennon przyznał, że Abbey Road jest kompetentny, ale „pozbawiony życia”.
3 stycznia 1970 odbyła się ostatnia sesja nagraniowa Beatlesów, bez udziału Lennona, który wówczas przebywał w Danii. W marcu Klein, niezadowolony z pracy Johnsa, przekazał nagrania na album, wstępnie zatytułowany Let It Be, amerykańskiemu producentowi Philowi Spectorowi. Spector zremiksował część materiału tak, by brzmiała jak nagranie na żywo. McCartneyowi nie podobał się jego wkład, szczególnie aranżacja „The Long and Winding Road”, w którym wystąpił 14-osobowy chór i 36-osobowa orkiestra. Po odrzuceniu jego uwag 10 kwietnia publicznie ogłosił odejście z zespołu, a tydzień później wydał swój debiutancki, solowy album. 8 maja został wydany album Let It Be, wyprodukowany przez Spectora, a trzy dni później ostatni singel Beatlesów za czasów działalności – „The Long and Winding Road”, który stał się przebojem w USA i rozszedł się w nakładzie 1,2 mln egzemplarzy na świecie. Album Let It Be rozszedł się w nakładzie 3,7 mln egzemplarzy na świecie. W tym samym miesiącu odbyła się premiera filmu dokumentalnego, również zatytułowanego Let It Be, który zebrał nieprzychylne oceny krytyków; Penelope Gilliatt z „Sunday Telegraph” nazwała film „bardzo złym, ale poruszającym, o rozpadzie tej uspokajającej, geometrycznie idealnej, ponadczasowej rodziny”, a redakcja „Morning Star” uznała go za „rozczarowująco jałowy”. Mimo krytycznych recenzji, Beatlesi otrzymali za ten film Oscara w kategorii najlepsza muzyka z piosenkami. W czerwcu spotkali się we czwórkę w studiu, gdzie nagrali pożegnalny utwór „Have You Heard the Word”, który jednak nigdy nie został opublikowany.
30 grudnia 1970 McCartney ogłosił na konferencji prasowej definitywny koniec działalności The Beatles w dotychczasowym składzie, a dzień później wniósł pozew o rozwiązanie zespołu. Beatlesi formalnie zakończyli działalność dopiero 29 grudnia 1974, kiedy to Lennon podpisał umowę o zakończeniu partnerstwa podczas wakacji z rodziną w Walt Disney World Resort na Florydzie. W 1973 złożyli pozew sądowy przeciwko Allenowi, oskarżając go o czerpanie nadmiernych zysków z tytuł kierowania interesami Beatlesów. W lutym 1975 zakończyli proces sądowy (wytoczony przez McCartneya przeciwko pozostałej trójce muzyków), podczas którego ustalili podział majątku oraz przyszłych dochodów związanych ze sprzedażą muzyki Beatlesów.

## Historia po rozpadzie

### 1970–1979
W 1970 Lennon, McCartney, Harrison i Starr wydali własne albumy, rozpoczynając tym samym solowe kariery. Dawni Beatlesi wielokrotnie współpracowali przy swoich piosenkach, choć jedynym albumem, na którym wystąpiła cała czwórka (ale nie w jednym utworze), był Ringo z 1973. W 1971 Harrison zorganizował w Madison Square Garden koncert na rzecz Bangladeszu i zaprosił do zagrania na nim całą pozostałą trójkę. Ostatecznie wystąpił tylko Starr. McCartney i Lennon spotkali się w studiu tylko raz, w 1974. Efekt ich jam session ukazał się na bootlegu A Toot and a Snore in '74, wydanym w 1992. W kwietniu 1973 zostały wydane dwie przygotowane przez Kleina kompilacje największych przebojów Beatlesów: 1962–1966 i 1967–1970, znane powszechnie jako Czerwony Album i Niebieski Album. W Stanach pokryły się one kolejno piętnasto- i siedemnastokrotną platyną (w tym diamentem), a w Wielkiej Brytanii pojedynczą. W 1976 Capitol rozpoczął wydawanie (bez udziału dawnych Beatlesów) licznych kompilacji z muzyką zespołu. W 1977 ukazał się pierwszy oficjalny album koncertowy grupy, The Beatles at the Hollywood Bowl, zawierający nagrania z koncertów w Hollywood Bowl z 1964 i 1965. Miesiąc wcześniej, mimo protestu dawnych Beatlesów, odbyła się premiera Live! at the Star-Club in Hamburg, Germany; 1962 z występami na żywo w Hamburgu w 1962 roku, nagranymi przy użyciu tylko jednego mikrofonu.
Sława, którą wypracowali sobie Beatlesi, była wielokrotnie eksploatowana bez ich udziału. W kwietniu 1974 w Anglii odbyła się premiera musicalu John, Paul, George, Ringo… and Bert autorstwa Willy’ego Russella, w którym wystąpiła piosenkarka Barbara Dickson. Firma Northern Songs, posiadająca prawa autorskie do piosenek Beatlesów, wyraziła zgodę na użycie w sztuce dwunastu z nich. Harrison, który opuścił teatr podczas premiery w Londynie, wycofał zgodę na użycie jego utworu „Here Comes the Sun”. W tym samym roku zadebiutowała off-Broadwayowska sztuka Sgt. Pepper’s Lonely Hearts Club Band on the Road. W 1976 na ekrany kin trafił film All This and World War II, przedstawiający głównie kroniki z frontów II wojny światowej, którego ścieżkę dźwiękową stanowiły covery piosenek Beatlesów w wykonaniu m.in. Eltona Johna, Keitha Moona i London Symphony Orchestra. W 1978 na Broadwayu odbyła się premiera rewii Beatlemania, która cieszyła się popularnością i doczekała się pięciu podróżnych produkcji. Zespół pozwał producentów sztuki, domagając się kilku milionów dolarów odszkodowania. W 1978 odbyła się premiera filmu Klub samotnych serc sierżanta Pieprza z Bee Gees i Peterem Framptonem w rolach głównych, który – według Inghama – był artystyczną i komercyjną klapą.
Lata 70. były wypełnione nieudanymi staraniami o ponowne spotkanie byłych Beatlesów na scenie. Jeszcze w grudniu 1969 oferowano im 8 mln dol. za trasę koncertową po USA. Promotor Bill Sargent zaoferował im w 1974 10 mln dol. za wspólny występ, w styczniu 1976 podwyższając stawkę do 30 mln, a miesiąc później do 50 mln. W kwietniu 1976 producent Lorne Michaels zaoferował Beatlesom w nadawanym na żywo programie telewizyjnym Saturday Night Live 3 tys. dol. za wspólny występ. McCartney i Lennon oglądali transmisję w apartamencie drugiego z nich, znajdującym się niedaleko studia stacji NBC. Choć rozważali zaskoczenie Michaelsa i pojawienie się w programie, w końcu zrezygnowali z pomysłu. W czerwcu tego samego roku Alan Amron założył Międzynarodowy Komitet na Rzecz Zjednoczenia Beatlesów, prosząc fanów zespołu z całego świata o przesłanie po dolarze, który miał zostać zaoferowany byłym Beatlesom w zamian za wspólny występ. We wrześniu Sid Bernstein zamieścił w gazetach propozycję koncertu charytatywnego z udziałem Beatlesów, który zarobiłby 230 mln dol. na cele dobroczynne. W styczniu 1977 Amron i bokser Muhammad Ali zaproponowali muzykom występ, który zgromadzi 200 mln dol. Kolejnej nieudanej próby zjednoczenia Beatlesów podjęła się w marcu 1978 grupa Project Interspeak, pragnąca, by zespół zagrał na koncercie przeciwko wielorybnictwu, z kolei we wrześniu 1979 Bernstein ponowił swoją propozycję, tym razem z okazji koncertu dla wietnamskich boat people. Również w 1979 sekretarz generalny Organizacji Narodów Zjednoczonych Kurt Waldheim ubiegał się o udział Beatlesów w serii londyńskich koncertów na rzecz kambodżańskich ofiar wojny wietnamskiej. Ostatecznie na jednym z nich wystąpił McCartney ze swoim zespołem Wings.

### 1980–1989
8 grudnia 1980 Lennon został zamordowany na Manhattanie przez Marka Davida Chapmana. W maju 1981 Harrison wydał w hołdzie dla Lennona singel „All Those Years Ago”, na którym Starr zagrał na perkusji, zaś McCartney z żoną, Lindą, zaśpiewali w chórkach. McCartney nagrał własny hołd, „Here Today”, który znalazł się na albumie Tug of War z 1982. Na albumie Harrisona Cloud Nine z 1987 znalazł się z kolei utwór „When We Was Fab”, poświęcony okresowi beatlemanii.
Tymczasem w 1988 EMI i Apple Corps wznowiły produkcję albumów studyjnych Beatlesów, tym samym kształtując ich oficjalny kanon: dwanaście albumów, wydawanych pierwotnie w Wielkiej Brytanii, plus amerykańska edycja Magical Mystery Tour. Materiał, który zespół wydawał na singlach i minialbumach, a który nie pojawił się na żadnym z trzynastu oficjalnych albumów, zebrano na dwuczęściowej kompilacji Past Masters, wydanej w 1988. Wszystkie wydawnictwa Beatlesów wydane po zakończeniu przez nich działalności z wyjątkiem Czerwonego i Niebieskiego Albumu zostały wycofane z oficjalnej dyskografii zespołu. W 1988 Beatlesi zostali wprowadzeni do Rock and Roll Hall of Fame w ósmym roku, gdy było to możliwe. W ceremonii w Los Angeles wzięli udział Harrison, Starr oraz wdowa po Lennonie, Yoko Ono, wraz z jego synami, Julianem i Seanem. McCartney postanowił się nie pojawiać, uznając, że „fałszywe uśmiechy i machanie podczas rzekomego zjednoczenia świadczyłyby o hipokryzji”. W 1989 EMI i Capitol rozstrzygnęły trwający dziesięć lat proces w sprawie tantiem z muzyki Beatlesów, zyskując prawa do niewydanego wcześniej materiału zespołu .

### 1990–1999
Pierwszym albumem z niewydanym wcześniej materiałem Beatlesów był koncertowy Live at the BBC z nagraniami dla radia BBC Light Programme z lat 1963–1965, wydany w 1994. W tym samym roku rozpoczęły się prace nad projektem antologii Beatlesów, w którym wzięli udział McCartney, Harrison i Starr. W listopadzie 1995 stacje ITV i ABC wyemitowały ośmioodcinkowy miniserial dokumentalny The Beatles Anthology, w którym wystąpiła cała trójka. Wykorzystano w nim materiał z 1970, który miał się ukazać w planowanym wówczas, choć w końcu niezrealizowanym filmie The Long and Winding Road. Według szacunków, miniserial obejrzało na świecie 400 milionów ludzi. Kolejno w listopadzie 1995 oraz marcu i październiku 1996 ukazały się dwupłytowe albumy Anthology 1, Anthology 2 i Anthology 3. McCartney, Harrison i Starr nagrali partie instrumentalne i wokalne do utworów „Free as a Bird” i „Real Love”, nagranych pod koniec lat 70. w wersjach demo przez Lennona. Piosenki znalazły się na dwóch pierwszych albumach z serii Anthology oraz na singlach. W 1999 ukazała się reedycja ścieżki dźwiękowej Yellow Submarine, zatytułowana Yellow Submarine Songtrack i zawierająca zmienioną listę utworów.

### 2000–2009
W listopadzie 2000 odbyła się premiera kompilacji 1 z utworami Beatlesów, które zajęły pierwsze miejsca list przebojów w Wielkiej Brytanii i Stanach Zjednoczonych. 1 pobił rekord najszybciej sprzedającego się albumu w historii przemysłu fonograficznego. W pierwszym tygodniu liczba kupionych egzemplarzy przekroczyła 3,6 mln, w ciągu miesiąca – 13 mln, a do 2009 – 31 mln . Składanka zajęła ponadto pierwsze miejsca na listach sprzedaży w co najmniej 28 państwach (w tym w Polsce) i była najchętniej kupowanym albumem dekady w Stanach .
29 listopada 2001 Harrison zmarł z powodu raka płuc z przerzutami. W rocznicę jego śmierci w londyńskiej Royal Albert Hall odbył się Koncert dla George’a, zorganizowany przez Erica Claptona i wdowę po Harrisonie, Olivię. Wystąpili na nim między innymi McCartney i Starr. W 2003 ukazała się Let It Be… Naked – nowa wersja albumu Let It Be, przygotowana według koncepcji McCartneya . W 2004 i 2006 amerykańskie albumy Beatlesów do Rubber Soul zostały wydane w wersjach mono i stereo w ramach box setów, zatytułowanych kolejno: The Capitol Albums, Volume 1 i The Capitol Albums, Volume 2 (po cztery albumy). W 2006 w Las Vegas zadebiutowało widowisko Cirque du Soleil pod tytułem Love, oparte na remiksach piosenek Beatlesów, przygotowanych przez George’a Martina z synem Gilesem. W tym samym roku została wydana ścieżka dźwiękowa do przedstawienia . W 2009 McCartney i Starr wystąpili razem podczas koncertu fundacji Davida Lyncha w nowojorskiej Radio City Music Hall .
9 września 2009 cały katalog Beatlesów został wydany ponownie w wersjach zremasterowanych, nad którymi prace trwały przez cztery lata. Kanon trzynastu albumów studyjnych zespołu oraz składanka Past Masters w wersjach stereo ukazały się jako odrębne wydawnictwa, jak również w ramach box setu The Beatles (The Original Studio Recordings) . Równocześnie wydany został box set The Beatles in Mono z albumami zespołu w wersjach mono (od Please Please Me do The Beatles) oraz składanką Mono Masters, zrealizowaną jako Past Masters w mono . Tego samego dnia odbyła się premiera gry wideo The Beatles: Rock Band z piosenkami grupy . W grudniu 2009 katalog zespołu ukazał się w formatach FLAC i MP3 w limitowanej serii 30 tys. pendrive’ów .

### 2010–2019
W 2010 kanon trzynastu albumów studyjnych Beatlesów oraz składanki: Past Masters, Czerwony i Niebieski Album znalazły się w sprzedaży cyfrowej w sklepie iTunes Store. Opóźnienie, z jakim to nastąpiło, wynika z wieloletnich sporów między firmą Apple Corps a Apple Inc., do której należy iTunes Store, o prawo do nazwy „Apple” . 15 czerwca 2011 zespół Ringo Starr and His All-Starr Band zagrał koncert w Sali Kongresowej w Warszawie. Był to pierwszy występ któregokolwiek z Beatlesów na terenie Polski. W 2012 katalog grupy został wznowiony na płytach winylowych, również w ramach box setu . 22 czerwca 2013 na Stadionie Narodowym w Warszawie McCartney zagrał swój pierwszy koncert w Polsce. W listopadzie odbyła się premiera drugiego albumu koncertowego z nagraniami Beatlesów dla BBC, On Air – Live at the BBC Volume 2. Z kolei w grudniu Apple Records opublikował w sklepie iTunes Store album The Beatles Bootleg Recordings 1963 z wersjami demo i nagraniami na żywo dla BBC. Po kilku godzinach wydawnictwo zniknęło ze sprzedaży. Na terenie Unii Europejskiej materiał staje się domeną publiczną 50 lat po nagraniu, o ile nie zostanie legalnie wydany, lub 70, jeśli zostanie wydany. Apple zapewniło sobie w ten sposób przedłużenie posiadania praw autorskich o 20 lat.

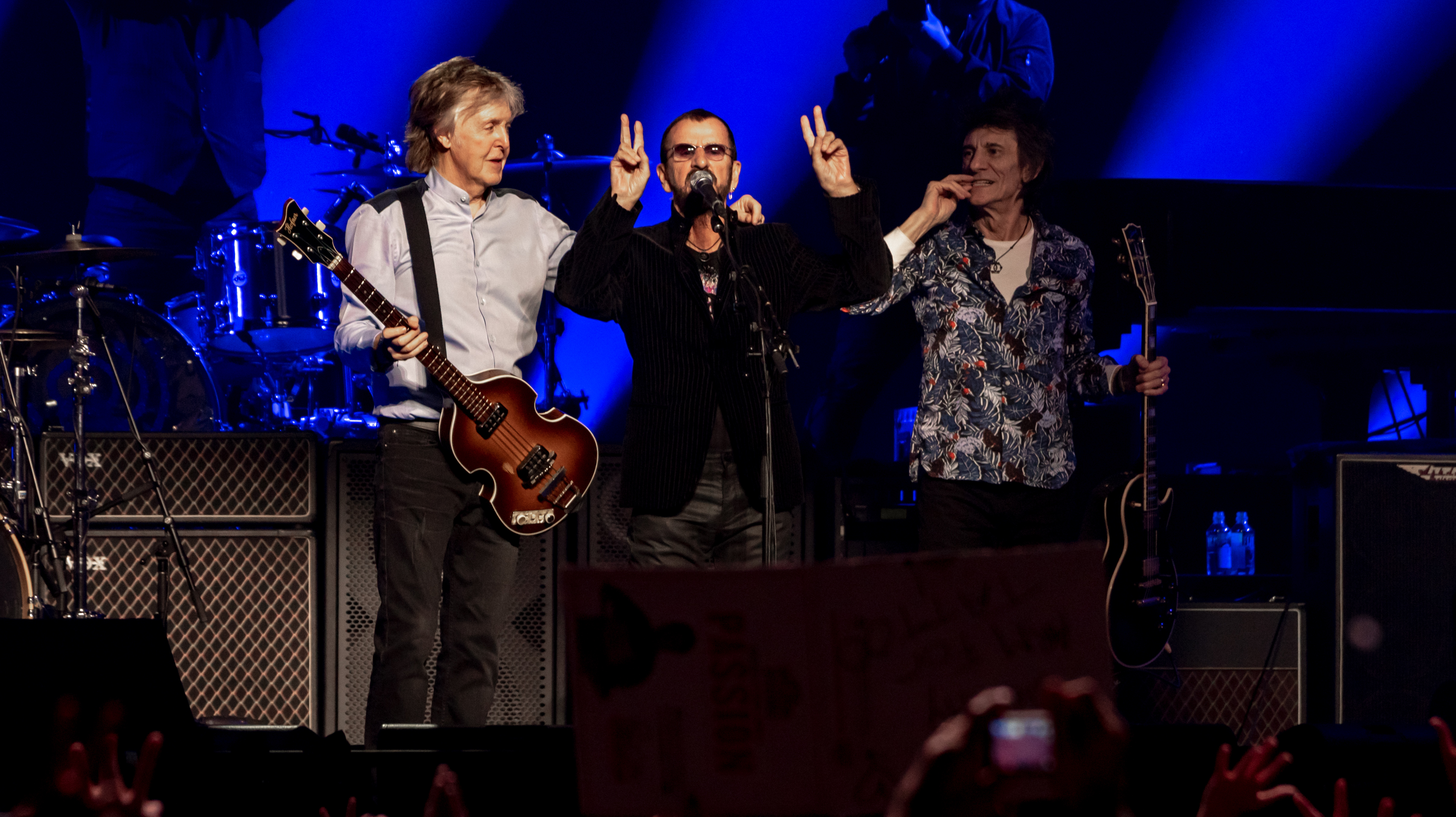
McCartney, Starr i Ronnie Wood podczas wspólnego występu na koncercie pierwszego z nich w Londynie w 2018

W styczniu 2014 Narodowa Akademia Rejestracji Sztuki i Nauki przyznała Beatlesom honorową nagrodę Grammy Lifetime Achievement Award. 26 stycznia McCartney i Starr wystąpili wspólnie podczas 56. ceremonii rozdania Grammy w Los Angeles. Dzień później w Los Angeles Convention Center odbył się koncert The Night That Changed America: A Grammy Salute to The Beatles, podczas którego McCartney, Starr i szereg gwiazd muzyki (w tym syn Harrisona, Dhani) wykonali na żywo utwory Beatlesów. Podczas obu imprez obecne były Yoko Ono i Olivia Harrison. Koncert A Grammy Salute to The Beatles został wyemitowany przez CBS 9 lutego, czyli dokładnie 50 lat po dniu, gdy Beatlesi wystąpili w programie The Ed Sullivan Show tej samej stacji. W grudniu 2015 katalog Beatlesów został zamieszczony w serwisach streamingowych, takich jak Spotify czy Tidal.
W latach 2017–2019 ukazały się specjalne box sety z okazji pięćdziesięciolecia Sgt. Pepper’s Lonely Hearts Club Band, The Beatles i Abbey Road. Znalazły się na nich nieznacznie zremiksowane pierwotne albumy oraz niepublikowane wcześniej wersje demo. Pierwszy i trzeci z nich osiągnęły pierwsze miejsce na brytyjskiej liście sprzedaży UK Albums Chart. W obu przypadkach zespół ustanowił rekord największego odstępu czasowego między dwoma różnymi notowaniami, w których ten sam album zajął czołową pozycję notowania: 49 lata oraz kolejno 125 i 252 dni. 3 grudnia 2018 McCartney po raz drugi wystąpił w Polsce, tym razem w Tauron Arenie w Krakowie.

### Od 2020
W październiku 2021 ukazał się rocznicowy box set Let It Be. W listopadzie 2021 odbyła się premiera miniserialu dokumentalnego The Beatles: Get Back, zrealizowanego dla serwisu strumieniowego Disney+. Został on wyreżyserowany przez Petera Jacksona, a jego współproducentami są McCartney, Starr, Yoko Ono i Olivia Harrison. Miniserial jest poświęcony powstawaniu albumu Let It Be i zawiera niepublikowany wcześniej materiał, powstały na potrzeby dokumentu Let It Be (1970). Produkcja została nagrodzona pięcioma nagrodami Emmy, w tym dla najlepszego serialu dokumentalnego lub niefikcyjnego. Jej premierze towarzyszyło wydanie książki pod tym samym tytułem. W styczniu 2022 w dystrybucji cyfrowej ukazał się album koncertowy Get Back (Rooftop Performance), zawierający nagrania z ostatniego koncertu Beatlesów w 1969, zremasterowane w technologii Dolby Atmos. W styczniu i lutym 2022 koncert był wyświetlany w kinach w technologii IMAX. W październiku 2022 odbyła się premiera edycji specjalnej albumu Revolver, zrealizowanej w konwencji wcześniejszych rocznicowych box setów. W sierpniu 2023 odbyła się premiera nowej wersji „Let It Be”, którą McCartney i Starr nagrali we współpracy z Dolly Parton, Peterem Framptonem i Mickem Fleetwoodem na album Parton Rockstar.
2 listopada 2023 odbyła się premiera nowego singla zespołu, „Now and Then”. Został on wyprodukowany na podstawie nagrania demo Lennona z 1978, z którego wokal został wyodrębniony przy pomocy sztucznej inteligencji. Dodatkowo w utworze wykorzystane są dodatkowe partie nagrane przez pozostałych Beatlesów w 1995 (podczas prac nad serią Anthology) oraz w latach 2022–2023. Piosenka, jako 18. w dorobku Beatlesów, dotarła do pierwszego miejsca brytyjskiego notowania UK Singles Chart. Tym samym zespół ustanowił na liście rekordy najdłuższego czasu między pierwszym a ostatnim numerem jeden (60 lat) oraz między dwoma kolejnymi numerami jeden (54 lat). Za sprawą „Now and Then” zespół zdobył nagrodę Grammy w kategorii najlepszy występ rockowy, był także nominowany w kategorii nagranie roku.
8 maja 2024 film Let It Be (1970) został udostępniony na Disney+ w wersji zremasterowanej przez wytwórnię Petera Jacksona Park Road Post. Tym samym trafił do dystrybucji po raz pierwszy od lat 80.

## Charakterystyka zespołu

### Źródła muzycznych inspiracji
W początkowym okresie działalności artystami, którzy muzycznie inspirowali Beatlesów byli Elvis Presley, Carl Perkins, Little Richard i Chuck Berry. W kwietniu i maju 1962 Little Richard, występujący z Beatlesami w Hamburgu, udzielił im szeregu rad w aspektach technicznych. Lennon przyznał: „Tak naprawdę nic na mnie nie wpływało, póki nie usłyszałem Elvisa. Gdyby nie było Elvisa, nie byłoby Beatlesów”.
Grupa inspirowała się na początku także Buddym Hollym, Eddiem Cochranem, Royem Orbisonem i The Everly Brothers. Z czasem zainteresowania muzyczne Beatlesów się rozwijały. Już jako uznani artyści, czerpali ze współczesnych sobie gwiazd, takich jak Bob Dylan, The Who, Frank Zappa, The Lovin’ Spoonful, The Byrds czy The Beach Boys. W szczególności McCartney był zachwycony albumem Pet Sounds The Beach Boys. George Martin przyznał, że „nikt nie wywarł na Beatlesów większego wpływu niż Brian Wilson”, czyli lider The Beach Boys. Z kolei dla Harrisona w ostatnich latach działalności zespołu szczególną inspiracją były nauki Raviego Shankara.

### Styl kompozytorski
Muzykolog Walter Everett, autor książki The Beatles as Musicians, zwraca uwagę na odmienne sposoby komponowania Lennona i McCartneya. Jego zdaniem McCartney charakteryzował się nieustannym rozwojem jako muzyk, z dbałością o kontrapunkty i inne aspekty sztuki muzycznej, podczas gdy Lennon posiadał „wrażliwość artystyczną w dużej mierze nieświadomą, poszukującą, ale niezdyscyplinowaną”.
Ian MacDonald opisuje McCartneya jako „naturalnego melodystę – autora melodii, które istnieją niezależnie od swoich harmonii”. Jego linie melodyczne opisuje jako „wertykalne”, oparte na konsonansach, wyrażających jego „ekstrawertyczną energię i optymizm”. Z kolei „osiadłą, ironiczną osobowość” Lennona odzwierciedla jego „horyzontalne” podejście do komponowania, oparte na dysonansach i powtarzaniu się melodii, które zależą od harmonii. „Jako w gruncie rzeczy realista instynktownie utrzymuje swoje melodie blisko rytmu i kadencji, ubarwiając je bluesowym tonem i harmonią. Jego melodie nie istnieją samodzielnie”.

### Styl muzyczny
W swoim początkowym wcieleniu, czyli jako weseli i dowcipni chłopcy, Fab Four zrewolucjonizowali dźwięk, styl i postawę muzyki popularnej, otwierając brytyjskim gwiazdom rocka drzwi do wielkiego świata rock and rolla. Już to starczyłoby, by uczynić z nich jeden z najmocniejszych filarów kultury swoich czasów, oni jednak na tym nie poprzestali. Mimo że zdążyli wyrobić sobie opinię muzyków bardzo oryginalnych, łączących wczesny amerykański rock and roll z R&B, resztę lat 60. spędzili na rozszerzaniu stylistycznych horyzontów rocka, z każdą kolejną płytą odkrywając nowe, niezbadane dotychczas terytoria. Ich coraz bardziej wyrafinowane eksperymenty obejmowały szeroki wachlarz gatunków, takich jak folk rock, country, psychodelia czy pop barokowy. Wcale przy tym nie porzucili tego, co ich cechowało na początku, czyli łatwość dotarcia do mas.

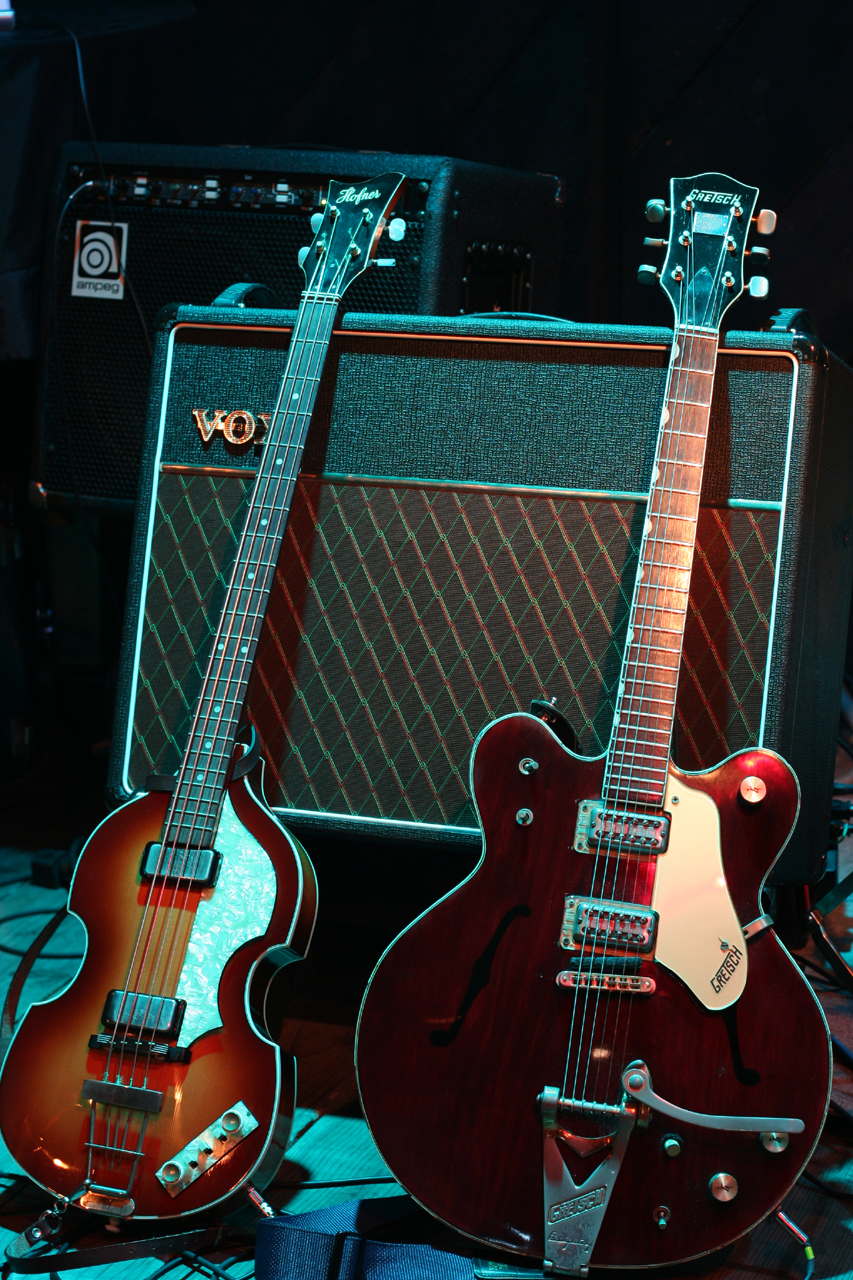
Gitary Höfner 500/1 i Gretsch Country Gentleman, na których grali kolejno McCartney i Harrison. W tle wzmacniacz Vox AC30, którego Beatlesi używali podczas występów na żywo

Beatlesi zaczynali, grając muzykę skifflową, choć szybko zaadaptowali cechy charakterystyczne rock and rolla z lat 50. i beatu. Ich początkowy repertuar reprezentuje głównie pop. Przy okazji wydania albumu Beatles for Sale Lennon nazwał go „longplayem country–westernowym”. Gould opisał go jako „moment, po którym legiony entuzjastów folku w końcu mogły się odnaleźć w świecie popowym”. „Yesterday” z 1965 był pierwszym utworem Beatlesów z elementami muzyki klasycznej. Gould zauważył: „Skorzystanie z dźwięków tradycyjnych smyczków pozwoliło im zyskać uznanie słuchaczy, którzy reagują z alergią na zgiełk perkusji i gitar elektrycznych”. Później Beatlesi stosowali akompaniament smyczkowy choćby w piosence „She’s Leaving Home”, utrzymanej – według Goulda – w stylu „sentymentalnej ballady wiktoriańskiej, przepełnionej kliszami muzycznego melodramatu”.
Rewolucją w brzmieniu grupy była piosenka „Rain” (1966), którą historyk muzyki Martin Strong nazwał ich „pierwszą otwarcie psychodeliczną”. Później po muzykę psychodeliczną Beatlesi sięgali choćby w „Tomorrow Never Knows”, „Lucy in the Sky with Diamonds” czy „I Am the Walrus”. Harrison wprowadzał do nagrań zespołu elementy klasycznej muzyki indyjskiej, reprezentowanej przez „The Inner Light”, „Love You To” i „Within You Without You”. Gould opisał je jako „miniaturową replikę muzyki raga”. Zdaniem historyka muzyki i pianisty Michaela Campbella najistotniejszym elementem artystycznej ewolucji Beatlesów było wprowadzanie innowacji. „«A Day in the Life» jest kluczowym reprezentantem sztuki Beatlesów. Zawiera wszystko, co wyróżnia ich twórczość: wyobraźnię dźwiękową, utrzymanie melodii i ścisłą koordynację słów z muzyką. Reprezentuje zupełnie nowy rodzaj piosenki, bardziej wyrafinowany niż muzyka pop i wyjątkowo innowacyjny. Właściwie nigdy wcześniej nie było utworu, ani klasycznego, ani współczesnego, który mieszałby tyle różnych elementów w sposób tak kreatywny”. Profesor filozofii Bruce Ellis Benson ocenił: „Beatlesi dają nam wspaniały przykład łączenia w jedno tak odległych wpływów, jak muzyka celtycka, R&B, country czy western”.
Dominic Pedler, autor książki The Songwriting Secrets of The Beatles, napisał: „Wygodnie się mówi, że zespół przemieszczał się sekwencyjnie z jednego gatunku do drugiego. Tak naprawdę [Beatlesi], zawsze pozostając w «paralelizmie» ze swoim tradycyjnym zmysłem do przebojowych piosenek, które podbijają notowania, mieszali rock z szeroką gamą peryferyjnych wpływów, od country po wodewil. Raz sięgnęli po folk, który stał się podkładem pod ich późniejsze eksperymenty z muzyką indyjską i filozofią”. W późniejszym etapie działalności zespołu, wraz ze wzrostem napięć między członkami, kształtowały się ich indywidualne style. Przykładowo, Lennon, za namową Yoko Ono, zawarł w „Revolution 9” elementy muzyki konkretnej, Starr napisał piosenkę country „Don’t Pass Me By”, Harrison – balladę rockową „While My Guitar Gently Weeps”, zaś McCartney stworzył „Helter Skelter”, opisaną przez Erlewine’a jako prototyp heavy metalu .

### Udział George’a Martina

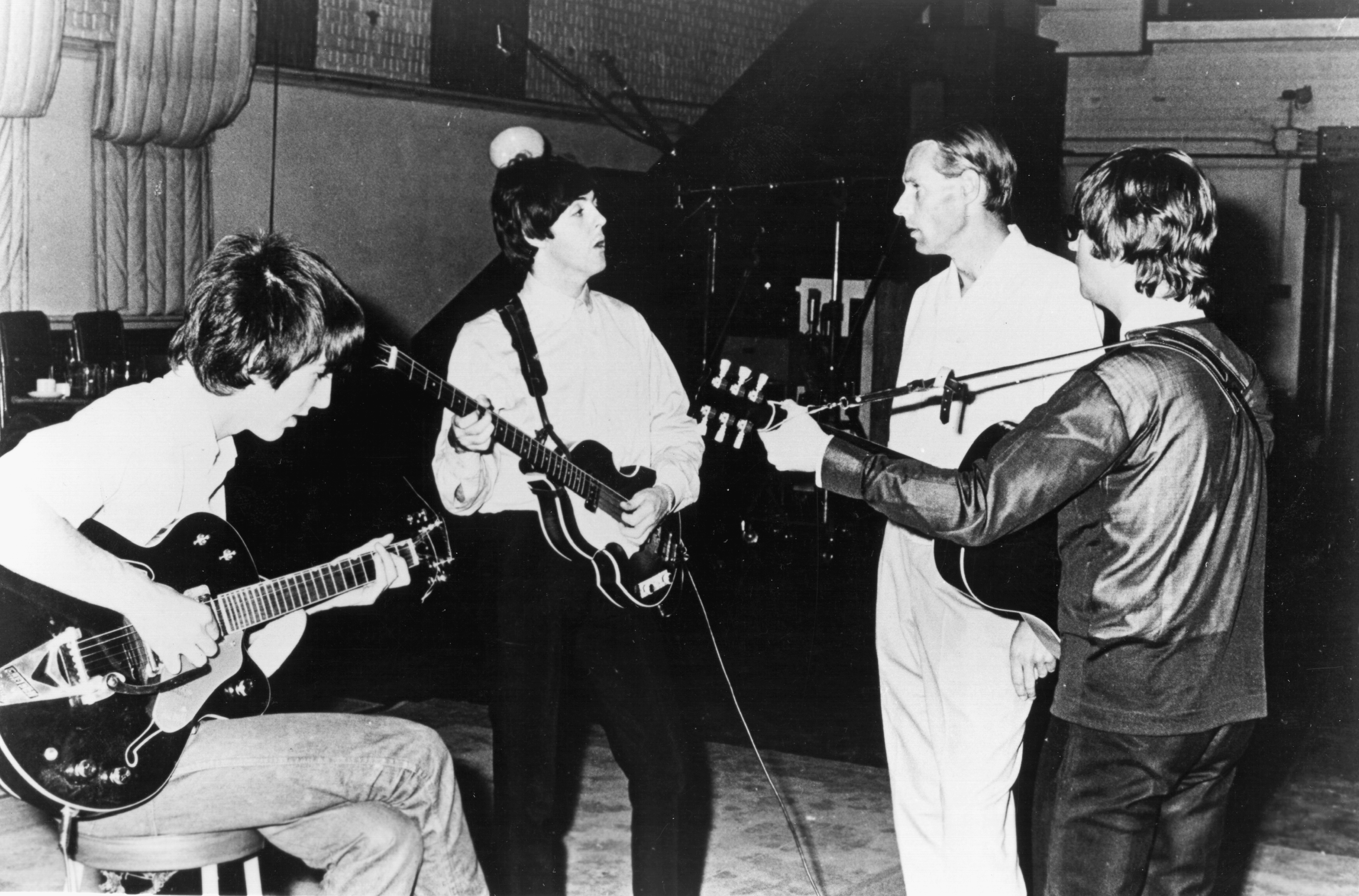
George Martin (drugi od prawej) z Beatlesami w studiu

George Martin wyprodukował większość nagrań Beatlesów, dzięki czemu zyskał nieformalny tytuł „piątego Beatlesa”. Przez lata pełnił rolę nauczyciela muzyki dla rozwijających się członków zespołu. Jest odpowiedzialny za szereg pomysłów w brzmieniu piosenek grupy, między innymi za użycie instrumentów smyczkowych w „Yesterday”, do czego nie był przekonany McCartney. MacDonald ocenił, że to właśnie Martin wprowadził Beatlesów w okres bogatych aranżacji. Jego gotowość do eksperymentów ułatwiła członkom zespołu realizowanie własnych pomysłów. Co więcej, Martin nie tylko pracował nad aranżacjami obejmującymi liczne instrumenty, ale także grał na nich (między innymi na pianinie, organach czy instrumentach dętych blaszanych).
Współpraca z Lennonem i McCartneyem wymagała od Martina zdolności dostosowywania się do ich różnych sposobów komponowania i nagrywania. MacDonald napisał: „Choć jego współpraca z bardziej wyraźnym McCartneyem przebiegała z większą swobodą, to właśnie wyzwanie, jakim było dostosowywanie się do intuicyjnego podejścia Lennona, zachęciło go do poszukiwania coraz to oryginalniejszych aranżacji. Najlepszym tego przykładem jest «Being for the Benefit of Mr. Kite!»”.

Paul zawsze jako tako pozostawał w kontakcie z rzeczywistością. Z kolei John reprezentował psychodeliczną, wręcz mistyczną jakość. Obrazowość była jedną z jego najlepszych cech, wystarczy wymienić „drzewa mandarynki”, „marmoladowe niebo” i „celofanowe kwiaty”. Zawsze postrzegałem go jako słuchowego Salvadora Dalego, a nie jakiegoś naćpanego muzyka. Oczywiście byłbym głupi udając, że narkotyki nie miały znaczącego wpływu na życie Beatlesów w tamtych czasach. Wiedzieli dobrze, że ja, ich nauczyciel, tego nie popieram. Sam nie brałem narkotyków i nie widziałem potrzeby, by oni je brali. Bez wątpienia, gdybym sam je brał, Pepper byłby zupełnie inny, niż jest. Być może kluczem do sukcesu było właśnie to połączenie narkotyków i ich braku, kto wie?

Harrison opisał rolę Martina dla Beatlesów: „Przez te wszystkie lata on pełnił rolę porządnego, a my byliśmy głupkami. Zawsze jednak umiał interpretować nasze szaleństwo. Gdy nas nachodził nastrój awangardowy, on był anchormanem, przenoszącym nasze pomysły poprzez inżynierów na taśmy”.

### Nagrywanie
Beatlesi starali się wykorzystywać technologię w sposób innowacyjny, rozszerzając możliwości w tworzeniu muzyki, w czym wspierał ich Martin i inżynierzy dźwięku. Podczas sesji nagraniowych zastosowali szereg nowatorskich technik, takich jak przetwarzanie sygnałów, niekonwencjonalne ustawienia mikrofonów, zapętlanie taśm, zapis wielościeżkowy czy regulowanie wysokości tonów. W ich piosenkach pojawiły się dźwięki niespotykanych wówczas w muzyce rockowej instrumentów, na przykład smyczkowych i dętych. Zespół korzystał także z instrumentów indyjskich, jak sitar w Norwegian Wood (This Bird Has Flown) czy swarmandal w Strawberry Fields Forever, oraz elektronicznych, jak melotron w Strawberry Fields Forever i klawiolin w Baby, You’re a Rich Man.

## Sukcesy i osiągnięcia
Według Universal Music Group, do 2013 liczba sprzedanych nagrań Beatlesów przekroczyła 800 milionów. Inne źródła podają, że osiągnięty próg to 600 milionów. W 2001 w Księdze rekordów Guinnessa sprzedaż oszacowano na miliard egzemplarzy, co jest najwyższym wynikiem spośród wszystkich zespołów i solistów w historii.
Według Recording Industry Association of America, w samych Stanach Zjednoczonych nagrania Beatlesów przekroczyły próg 183 milionów sprzedanych egzemplarzy, co jest najwyższym wynikiem w historii państwa. Stowarzyszenie przyznało zespołowi 7 diamentowych płyt, 26 multiplatynowych, 23 platynowe i 26 złotych. 20 utworów Beatlesów dotarło do pierwszego miejsca listy Hot 100 „Billboardu”, co również jest rekordem. W sumie zespół spędził na szczycie notowania 59 tygodni, a dłuższy wynik osiągnęły tylko Mariah Carey (87) i Rihanna (60). 34 ich piosenki znalazły się w pierwszej dziesiątce Hot 100, w tej kwestii ustępując tylko Drake’owi (58) i Madonnie (38). W 2008 i 2018 grupa zajęła pierwsze miejsce w rankingach wykonawców, którzy odnosili na Hot 100 największe sukcesy, przygotowanych z okazji kolejno pięćdziesięciolecia i sześćdziesięciolecia notowania. 19 albumów Beatlesów dotarło do pierwszego miejsca Billboard 200, które zajmowały łącznie przez 132 tygodnie. Obie te liczby są rekordami, przy czym w przypadku czasu na szczycie notowania drugie miejsce zajmuje dopiero Elvis Presley z 67 tygodniami. Beatlesi wraz z Whitney Houston są jedynymi artystami, którzy przez rekordowe dwanaście tygodni zajmowali równocześnie pierwsze miejsca najważniejszych list w kraju, Hot 100 i Billboard 200.
W Wielkiej Brytanii 15 albumów Beatlesów dotarło do pierwszego miejsca listy UK Albums Chart, co jest najwyższym wynikiem ze wszystkich wykonawców w historii. Na szczycie notowania zespół spędził w sumie 176 tygodnie, co także jest rekordem, a drugie miejsce zajmuje dopiero Elvis Presley z 66 tygodniami. Sgt. Pepper’s Lonely Hearts Club Band jest najlepiej sprzedającym się albumem studyjnym w historii państwa (5,34 miliona egzemplarzy), a jedynymi wydawnictwami, które zostały częściej kupione, są składanki największych przebojów Queen i ABBY. 18 utworów Beatlesów dotarło do pierwszego miejsca brytyjskiego notowania UK Singles Chart, co jest drugim najwyższym wynikiem w historii, zaraz za Elvisem Presleyem (21). Do 2012 Beatlesi sprzedali w Wielkiej Brytanii 22,1 miliona samych singli, co jest najwyższym wynikiem spośród wszystkich zespołów.
W 2004 „Rolling Stone” nazwał Beatlesów najlepszym wykonawcą w historii muzyki . W 1965 królowa Elżbieta II przyznała zespołowi Order Imperium Brytyjskiego. W 1999 „Time” umieścił ich na liście najważniejszych ludzi XX wieku . W 2001, czyli ponad trzy dekady po rozpadzie, Beatlesi osiągnęli największy roczny zarobek spośród wszystkich muzyków świata: 100,49 miliona funtów. W okresie działalności i w kolejnych dekadach grupa zdobyła między innymi dziewięć nagród Grammy (z 15 nominacji), w tym honorową Lifetime Achievement Award, Oscara i 15 Ivor Novello Awards.

## Dziedzictwo
Robert Greenfield z „Rolling Stone” porównał Beatlesów do Pabla Picassa, nazywając ich „artystami, którzy przełamywali ograniczenia swoich czasów, wymyślając coś unikatowego i oryginalnego. W muzyce popularnej nigdy nie pojawi się nikt bardziej rewolucyjny, kreatywny czy charakterystyczny” . Angielski poeta Philip Larkin opisał twórczość zespołu jako „czarującą, upojną hybrydę rock and rolla i ich własnego, młodzieńczego romantyzmu” oraz „pierwszym postępem w muzyce popularnej od czasu wojny”. Od lat 20. światowa kultura była zdominowana przez Stany Zjednoczone, od hollywoodzkiego kina, przez jazz, muzykę z Broadwayu i Tin Pan Alley, po narodzony w Memphis rock and roll. Beatlesi są uważani za początek brytyjskiej inwazji na Stany i cały świat. Według ankiety zorganizowanej przez British Council, poza Wyspami uznaje się ich za czołowych przedstawicieli brytyjskiej kultury.
W 1968 dyrektor programowy nowojorskiej stacji radiowej WABC zabronił DJ-om puszczać piosenki nagrane przed pojawieniem się Beatlesów, wyznaczając tym samym granicę między nową jakością muzyki, a tak zwanymi oldies. Zespół miał wpływ na zmianę postrzegania albumów – od ich czasów traktuje się je jako spójną całość, a nie zbiór kilku przebojów i fillerów. Grupa była również prekursorem w dziedzinie teledysku. Ponadto, Beatlesi wyznaczyli nową jakość w dziedzinie koncertu. Ich biograf Bob Spitz napisał, że koncert z 1965 na Shea Stadium, który zgromadził największą dotychczas publiczność w historii, stanowił „olbrzymi przełom i krok do przodu w biznesie koncertowym”. Ze względu na popularność fryzur Lennona, McCartneya, Harrisona i Starra zespół miał również wpływ na modę.
Gould ocenił, że Beatlesi zmienili nastawienie do muzyki popularnej i jej rolę na świecie. Ich popularność stanowiła ucieleśnienie przemian kulturowych lat 60. Gould dostrzegł również, że zespół, jako ikona kontrkultury dekady, wpłynął na rozwój ruchów takich jak feminizm, Gay Liberation czy środowiskowy. Z kolei wypowiedź Lennona, że Beatlesi są popularniejsi niż Jezus, stanowiła przełom w kwestii wolności wypowiedzi. Mikal Gilmore z „Rolling Stone’a” i Todd Leopold z CNN ocenili, iż występ zespołu w programie The Ed Sullivan Show urósł do rangi kulturowego objawienia i rewolucji w postrzeganiu muzyków. Gilmore napisał: „Pojawienie się Beatlesów w świadomości Ameryki oznaczało nie tylko zmianę w muzyce i czasach, ale również nas samych. Wszystko, co związane z tym zespołem: ich wygląd, brzmienie, styl i żywiołowość, dawało do zrozumienia, że wstępujemy w nową epokę, że młodzi ludzie zdefiniują siebie samych w zupełnie nowy sposób”.

## Prawa autorskie
Do 1969 prawa autorskie do muzyki Beatlesów posiadała spółka (początkowo kapitałowa) Northern Songs Ltd, stworzona w 1963 przez Dicka Jamesa dla Lennona i McCartneya (choć później wydawała również twórczość innych artystów). James wraz ze swoim partnerem, Emmanuelem Silverem, miał 50% lub 51% udziału w firmie, McCartney 20%, Lennon 19% lub 20%, zaś Epstein 9% lub 10% (informacje co do dokładnych liczb różnią się, w zależności od źródła). W 1965 Northern Songs przekształciła się w spółkę publiczną. Utworzono pięć milionów akcji, z czego James i Silver otrzymali 937,5 tysiąca (18,75%), McCartney i Lennon po 750 tysięcy (po 15%), firma Epsteina, NEMS Enterprises, 375 tysięcy (7,5%), zaś Harrison i Starr po 40 tysięcy (po 0,8%). W czasie oferty na akcje Lennon i McCartney przedłużyli swoje trzyletnie kontrakty, wiążąc się z Northern Songs do 1973. W 1964 Harrison stworzył firmę Harrisongs, reprezentującą jego piosenki dla Beatlesów, podpisał jednak trzyletni kontrakt z Northern Songs, która do marca 1968 miała posiadać prawa do jego kompozycji. Również utwory, których współautorem był Starr, należały do 1968 do Northern Songs. W 1968 Harrison nie przedłużył kontraktu z Northern Songs, podpisując go za to z Apple Publishing. Starr z kolei założył spółkę Startling Music, posiadającą prawa do jego utworów.
W marcu 1969 James, nie informując Beatlesów, sprzedał udziały swoje i Silvera w Northern Songs spółce Associated Television (ATV) Lew Grade’a. Zespół usiłował rozpocząć współpracę z konsorcjum londyńskich firm brokerskich, które zgromadziło 14% udziałów. Ostatecznie, z powodu obiekcji Lennona, nie doszło do podpisania umowy. Do maja ATV nabyła większość udziałów w Northern Songs, zdobywając kontrolę nad niemalże całym dotychczasowym katalogiem piosenek duetu Lennon/McCartney, a także materiałem do 1973. W październiku sfrustrowani Lennon i McCartney sprzedali ATV swoje udziały. W 1981 macierzyste przedsiębiorstwo ATV, Associated Communications Corporation (ACC), miało problemy finansowe. Grade skontaktował się z McCartneyem z propozycją sprzedania mu ATV Music i Northern Songs za 30 milionów dolarów. McCartney (jak sam przyznał w 1995) wyraził zainteresowanie jedynie Northern Songs. Grade zaoferował mu tylko tę spółkę za 20 milionów funtów, dając około tygodnia na zastanowienie się. McCartney i Yoko Ono odpowiedzieli, że kupią Northern Songs za 5 milionów funtów. Grade nie chciał jednak rozdzielić ATV Music i Northern Songs, więc McCartney i Ono zaoferowali mu od 21 do 25 miliona funtów za ATV Music. Ostatecznie Grade odrzucił ich propozycję, a w 1982 ACC przejął za 60 milionów funtów australijski biznesmen Robert Holmes à Court.
W 1985 piosenkarz Michael Jackson przejął ATV za 47,5 miliona dolarów, zyskując tym samym prawa do ponad 200 piosenek Beatlesów i 40 tysięcy innych utworów. W 1995 podpisał (zarabiając dzięki temu 110 milionów dolarów) umowę z Sony, czego skutkiem było powstanie nowej spółki Sony/ATV Music Publishing, w której zyskał 50% udziałów. Sony/ATV Music Publishing, warta ponad pół miliarda dolarów, stała się trzecią co do wielkości firmą posiadającą prawa autorskie do muzyki na świecie. W 2016, siedem lat po śmierci Jacksona, Sony odkupiła jego udziały od spadkobierców. Tymczasem według amerykańskiego prawa w przypadku utworów powstałych przed 1978 autor może odzyskać prawa do nich 56 lat po ich publikacji. W związku z tym w styczniu 2017 McCartney wniósł do sądu okręgowego w Stanach sprawę przeciwko Sony/ATV Music Publishing, dotyczącą odzyskiwania praw do twórczości duetu Lennon/McCartney od następnego roku. W czerwcu 2017 strony doszły do porozumienia.
Mimo nieposiadania praw do piosenek, spadkobiercy Lennona oraz McCartney otrzymują część tantiem – jedną trzecią w Stanach i od 50% do 55% w pozostałych państwach. „Love Me Do” i „P.S. I Love You” zostały opublikowane przez współpracującą z EMI spółkę Ardmore & Beechwood jeszcze przed podpisaniem kontraktu z Jamesem, w związku z czym powyższe sprawy ich nie dotyczą. W 1978 McCartney wykupił prawa do nich i są to jedyne dwa utwory Beatlesów, do których prawa posiada jego firma, MPL Communications.

## Skład zespołu
| Główny skład - John Lennon – śpiew, gitara rytmiczna, gitara prowadząca, instrumenty klawiszowe, harmonijka ustna, gitara basowa (1960–1969) - Paul McCartney – śpiew, gitara basowa, gitara rytmiczna, gitara prowadząca, instrumenty klawiszowe, perkusja (1960–1970) - George Harrison – gitara prowadząca, gitara rytmiczna, śpiew, sitar, instrumenty klawiszowe, gitara basowa (1960–1970) - Ringo Starr – perkusja, śpiew (1962–1970) | Wcześniejsi członkowie - Pete Best – perkusja, śpiew (1960–1962) - Stuart Sutcliffe – gitara basowa, śpiew (1960–1961) - Chas Newby – gitara basowa (1960–1961) - Norman Chapman – perkusja (1960) - Tommy Moore – perkusja (1960) Muzyk koncertowy - Jimmie Nicol – perkusja (1964) |

Oś czasu

## Dyskografia
- Please Please Me (1963)
- With the Beatles (1963)
- A Hard Day’s Night (1964)
- Beatles for Sale (1964)
- Help! (1965)
- Rubber Soul (1965)
- Revolver (1966)
- Sgt. Pepper’s Lonely Hearts Club Band (1967)
- Magical Mystery Tour (1967)
- The Beatles (1968)
- Yellow Submarine (1969)
- Abbey Road (1969)
- Let It Be (1970)

## Filmografia
- Noc po ciężkim dniu (1964)
- Na pomoc! (1965)
- Magical Mystery Tour (1967)
- Żółta łódź podwodna (1968)
- Let It Be (1970)
- The Beatles: Get Back (2021)